# Japán a 2012. évi nyári olimpiai játékokon
Japán a nagy-britanniai Londonban megrendezett 2012. évi nyári olimpiai játékok egyik részt vevő nemzete volt. Az országot az olimpián 29 sportágban 305 sportoló képviselte, akik összesen 38 érmet szereztek.

## Érmesek
| Érem  | Versenyző | Sportág       | Versenyszám                  |
| ----- | --- | ------------- | ---------------------------- |
| Arany | Jonemicu Tacuhiro | Birkózás      | Férfi szabadfogás, 66 kg     |
| Arany | Hitomi Obara | Birkózás      | Női szabadfogás, 48 kg       |
| Arany | Josida Szaori | Birkózás      | Női szabadfogás, 55 kg       |
| Arany | Icsó Kaori | Birkózás      | Női szabadfogás, 63 kg       |
| Arany | Macumoto Kaori | Cselgáncs     | Női könnyűsúly               |
| Arany | Murata Rjóta | Ökölvívás     | Férfi középsúly              |
| Arany | Ucsimura Kóhei | Torna         | Férfi egyéni összetett       |
| Ezüst | Fukuhara Ai Hirano Szajaka Isikava Kaszumi | Asztalitenisz | Női csapat                   |
| Ezüst | Hiraoka Hiroaki | Cselgáncs     | Férfi légsúly                |
| Ezüst | Nakaja Riki | Cselgáncs     | Férfi könnyűsúly             |
| Ezüst | Szugimoto Mika | Cselgáncs     | Női nehézsúly                |
| Ezüst | Furukava Takaharu | Íjászat       | Férfi egyéni                 |
| Ezüst | Nemzeti válogatott Andó Kozue Fukumoto Miho Ivabucsi Mana Ivasimizu Azusza Kaihori Ajumi Kavaszumi Nahomi Kinga Jukari Kumagai Szaki Marujama Karina Mijama Aja Nagaszato Juki Óno Sinobu Szakagucsi Mizuho Szamesima Aja Szava Homare Takasze Megumi Tanaka Aszuna Jano Kjóko | Labdarúgás    | Női                          |
| Ezüst | Mijake Hiromi | Súlyemelés    | Női 48 kg                    |
| Ezüst | Fudzsii Mizuki Kakiiva Reika | Tollaslabda   | Női páros                    |
| Ezüst | Irie Rjószuke | Úszás         | Férfi 200 m hát              |
| Ezüst | Irie Rjószuke Kitadzsima Kószuke Macuda Takesi Fudzsii Takuró | Úszás         | Férfi 4 × 100 m vegyes váltó |
| Ezüst | Szuzuki Szatomi | Úszás         | Női 200 m mell               |
| Ezüst | Kató Rjóhei Tanaka Kazuhito Tanaka Júszuke Ucsimura Kóhei Jamamuro Kódzsi | Torna         | Férfi csapat összetett       |
| Ezüst | Ucsimura Kóhei | Torna         | Férfi talaj                  |
| Ezüst | Óta Júki Csida Kenta Avadzsi Szuguru Mijake Rjó | Vívás         | Férfi tőr, csapat            |
| Bronz | Murofusi Kódzsi | Atlétika      | Férfi kalapácsvetés          |
| Bronz | Macumoto Rjútaró | Birkózás      | Férfi kötöttfogás, 60 kg     |
| Bronz | Jumoto Sinicsi | Birkózás      | Férfi szabadfogás, 55 kg     |
| Bronz | Ebinuma Maszasi | Cselgáncs     | Férfi harmatsúly             |
| Bronz | Nisijama Maszasi | Cselgáncs     | Férfi középsúly              |
| Bronz | Ueno Josie | Cselgáncs     | Női váltósúly                |
| Bronz | Kavanaka Kaori Kanie Miki Hajakava Ren | Íjászat       | Női csapat                   |
| Bronz | Simizu Szatosi | Ökölvívás     | Férfi harmatsúly             |
| Bronz | Nemzeti válogatott Araki Erika Ebata Jukiko Inoue Kaori Kanó Maiko Kimura Szaori Nakamicsi Hitomi Ótomo-Jamamoto Ai Szakoda Szaori Szano Júko Sinnabe Risza Takesita Josie Jamagucsi Mai                                                                                       | Röplabda      | Női                          |
| Bronz | Irie Rjószuke | Úszás         | Férfi 100 m hát              |
| Bronz | Tateisi Rjó | Úszás         | Férfi 200 m mell             |
| Bronz | Macuda Takesi | Úszás         | Férfi 200 m pillangó         |
| Bronz | Hagino Kószuke | Úszás         | Férfi 400 m vegyes           |
| Bronz | Terakava Aja | Úszás         | Női 100 m hát                |
| Bronz | Szuzuki Szatomi | Úszás         | Női 100 m mell               |
| Bronz | Hosi Nacumi | Úszás         | Női 200 m pillangó           |
| Bronz | Terakava Aja Szuzuki Szatomi Kató Juka Ueda Haruka | Úszás         | Női 4 × 100 m vegyes váltó   |

## Asztalitenisz
Férfi
| Versenyző                                | Versenyszám | Selejtező         | 64-es főtábla     | 48-as főtábla     | 32-es főtábla                                                        | Nyolcaddöntő                                                 | Negyeddöntő                                                     | Elődöntő          | Döntő             | Helyezés |
| Versenyző                                | Versenyszám | Ellenfél Eredmény | Ellenfél Eredmény | Ellenfél Eredmény | Ellenfél Eredmény                                                    | Ellenfél Eredmény                                            | Ellenfél Eredmény                                               | Ellenfél Eredmény | Ellenfél Eredmény | Helyezés |
| ---------------------------------------- | ----------- | ----------------- | ----------------- | ----------------- | -------------------------------------------------------------------- | ------------------------------------------------------------ | --------------------------------------------------------------- | ----------------- | ----------------- | -------- |
| Kisikava Szeija                          | Egyes       | erőnyerő          | erőnyerő          | erőnyerő          | Panajótisz Giónisz (GRE) · 11–7, 7–11, 11–9, 8–11, 11–7, 8–11, 12–10 | O Szangun (KOR) · 11–8, 11–6, 11–8, 7–11, 11–8               | Vang Hao (CHN) · 4–11, 5–11, 3–11, 5–11                         | kiesett           | kiesett           | 5.       |
| Mizutani Dzsun                           | Egyes       | erőnyerő          | erőnyerő          | erőnyerő          | El-sayed Lashin (EGY) · 11–4, 9–11, 11–9, 11–5, 11–6                 | Michael Maze (DEN) · 7–11, 6–11, 4–11, 6–11                  | kiesett                                                         | kiesett           | kiesett           | 9.       |
| Kisikava Szeija Mizutani Dzsun Niva Kóki | Csapat      |                   |                   |                   |                                                                      | Kanada (CAN) · Andre Ho · Zhen Wang · Pierre-Luc Hinse · 3–0 | Hongkong (HKG) · Leung Chu Yan · Tang Peng · Jiang Tianyi · 2–3 | kiesett           | kiesett           | 5.       |

Női
| Versenyző                                  | Versenyszám | Selejtező         | 64-es főtábla     | 48-as főtábla     | 32-es főtábla                                              | Nyolcaddöntő                                                       | Negyeddöntő                                                               | Elődöntő                                                         | Döntő                                                        | Helyezés |
| Versenyző                                  | Versenyszám | Ellenfél Eredmény | Ellenfél Eredmény | Ellenfél Eredmény | Ellenfél Eredmény                                          | Ellenfél Eredmény                                                  | Ellenfél Eredmény                                                         | Ellenfél Eredmény                                                | Ellenfél Eredmény                                            | Helyezés |
| ------------------------------------------ | ----------- | ----------------- | ----------------- | ----------------- | ---------------------------------------------------------- | ------------------------------------------------------------------ | ------------------------------------------------------------------------- | ---------------------------------------------------------------- | ------------------------------------------------------------ | -------- |
| Fukuhara Ai                                | Egyes       | erőnyerő          | erőnyerő          | erőnyerő          | Anna Tyihomirova (RUS) · 11–7, 11–8, 11–9, 11–3            | Jie Li (NED) · 11–4, 8–11, 8–11, 6–11, 11–5, 11–8, 11–8            | Ding Ning (CHN) · 13–15, 6–11, 6–11, 4–11                                 | kiesett                                                          | kiesett                                                      | 5.       |
| Isikava Kaszumi                            | Egyes       | erőnyerő          | erőnyerő          | erőnyerő          | Qiangbing Li (AUT) · 11–13, 10–12, 11–7, 12–10, 11–8, 11–5 | Qian Li (POL) · 11–9, 11–5, 10–12, 14–12, 11–6                     | Wang Jue Gu (SIN) · 8–11, 11–5, 11–4, 11–8, 11–4                          | Li Xiaoxia (CHN) · 5–11, 4–11, 13–11, 6–11, 7–11                 | Bronzmérkőzés · Feng Tian Wei (SIN) · 9–11, 6–11, 6–11, 5–11 | 4.       |
| Fukuhara Ai Hirano Szajaka Isikava Kaszumi | Csapat      |                   |                   |                   |                                                            | Egyesült Államok (USA) · Ariel Hsing · Lily Zhang · Erica Wu · 3–0 | Németország (GER) · Jiaduo Wu · Irene Ivancan · Kristin Silbereisen · 3–0 | Szingapúr (SIN) · Feng Tian Wei · Li Jia Wei · Wang Jue Gu · 3–0 | Kína (CHN) · Li Xiaoxia · Ding Ning · Guo Yue · 0–3          |          |

## Atlétika
Férfi
| Versenyző                                                    | Versenyszám     | Selejtező | Selejtező | Selejtező | Előfutam | Előfutam | Előfutam | Elődöntő | Elődöntő | Elődöntő | Döntő         | Döntő         |
| Versenyző                                                    | Versenyszám     | Idő       | Hely.     | Össz.     | Idő      | Hely.    | Össz.    | Idő      | Hely.    | Össz.    | Idő           | Helyezés      |
| ------------------------------------------------------------ | --------------- | --------- | --------- | --------- | -------- | -------- | -------- | -------- | -------- | -------- | ------------- | ------------- |
| Jamagata Rjóta                                               | 100 m           | kiemelt   | kiemelt   | kiemelt   | 10,07    | 2.       | 7.       | 10,10    | 6.       | 14.      | kiesett       | kiesett       |
| Erigucsi Maszasi                                             | 100 m           | kiemelt   | kiemelt   | kiemelt   | 10,30    | 6.       | 32.*     | kiesett  | kiesett  | kiesett  | kiesett       | kiesett       |
| Takahira Sindzsi                                             | 200 m           |           |           |           | 20,57    | 3.       | 15.*     | 20,77    | 6.       | 19.      | kiesett       | kiesett       |
| Takasze Kei                                                  | 200 m           |           |           |           | 20,72    | 2.       | 30.*     | 20,70    | 8.       | 18.      | kiesett       | kiesett       |
| Iizuka Sóta                                                  | 200 m           |           |           |           | 20,81    | 5.       | 36.*     | kiesett  | kiesett  | kiesett  | kiesett       | kiesett       |
| Kanemaru Júzó                                                | 400 m           |           |           |           | 46,01    | 4.       | 28.      | kiesett  | kiesett  | kiesett  | kiesett       | kiesett       |
| Jokota Maszato                                               | 800 m           |           |           |           | 1:48,48  | 4.       | 37.*     | kiesett  | kiesett  | kiesett  | kiesett       | kiesett       |
| Szató Júki                                                   | 5000 m          |           |           |           | 13:38,22 | 12.      | 27.      |          |          |          | kiesett       | kiesett       |
| Szató Júki                                                   | 10 000 m        |           |           |           |          |          |          |          |          |          | 28:44,06      | 22.           |
| Nakamoto Kentaró                                             | Maraton         |           |           |           |          |          |          |          |          |          | 2:11:16       | 6.            |
| Jamamoto Rjó                                                 | Maraton         |           |           |           |          |          |          |          |          |          | 2:18:34       | 40.           |
| Fudzsivara Arata                                             | Maraton         |           |           |           |          |          |          |          |          |          | 2:19:11       | 45.           |
| Tateno Tecuja                                                | 400 m gát       |           |           |           | 49,95    | 4.       | 25.      | kiesett  | kiesett  | kiesett  | kiesett       | kiesett       |
| Kisimoto Takajuki                                            | 400 m gát       |           |           |           | kizárták | kizárták | kizárták | kiesett  | kiesett  | kiesett  | kiesett       | kiesett       |
| Nakamura Akihiko                                             | 400 m gát       |           |           |           | kizárták | kizárták | kizárták | kiesett  | kiesett  | kiesett  | kiesett       | kiesett       |
| Jamagata Rjóta Erigucsi Maszasi Takahira Sindzsi Iizuka Sóta | 4 × 100 m váltó |           |           |           | 38,07    | 2.       | 4.       |          |          |          | 38,35         | 5.            |
| Takasze Kei Kanemaru Júzó Azuma Josihiro Nakano Hirojuki     | 4 × 400 m váltó |           |           |           | 3:03,86  | 6.       | 12.      |          |          |          | kiesett       | kiesett       |
| Fudzsiszava Iszamu                                           | 20 km gyaloglás |           |           |           |          |          |          |          |          |          | 1:21:48       | 18.           |
| Szaitó Takumi                                                | 20 km gyaloglás |           |           |           |          |          |          |          |          |          | 1:22:43       | 25.           |
| Szuzuki Júszuke                                              | 20 km gyaloglás |           |           |           |          |          |          |          |          |          | 1:23:53       | 36.           |
| Morioka Kóicsiró                                             | 50 km gyaloglás |           |           |           |          |          |          |          |          |          | 3:43:14       | 10.           |
| Tanii Takajuki                                               | 50 km gyaloglás |           |           |           |          |          |          |          |          |          | nem ért célba | nem ért célba |
| Jamazaki Júki                                                | 50 km gyaloglás |           |           |           |          |          |          |          |          |          | kizárták      | kizárták      |

| Versenyző           | Versenyszám   | Selejtező                | Selejtező                | Döntő    | Döntő    |
| Versenyző           | Versenyszám   | Eredmény                 | Helyezés                 | Eredmény | Helyezés |
| ------------------- | ------------- | ------------------------ | ------------------------ | -------- | -------- |
| Jamamoto Szeito     | Rúdugrás      | érvényes kísérlet nélkül | érvényes kísérlet nélkül | kiesett  | kiesett  |
| Murofusi Kódzsi     | Kalapácsvetés | 78,48 m                  | 2.                       | 78,71 m  |          |
| Roderick Genki Dean | Gerelyhajítás | 82,07 m                  | 7.                       | 79,95 m  | 10.      |
| Murakami Jukifumi   | Gerelyhajítás | 77,80 m                  | 24.                      | kiesett  | kiesett  |

| Versenyző      | Versenyszám | 100 m | 100 m | Távolugrás | Távolugrás | Súlylökés | Súlylökés | Magasugrás | Magasugrás | 400 m | 400 m | 110 m gát | 110 m gát | Diszkoszvetés | Diszkoszvetés | Rúdugrás | Rúdugrás | Gerelyhajítás | Gerelyhajítás | 1500 m  | 1500 m | Végeredmény | Végeredmény |
| Versenyző      | Versenyszám | Idő   | Pont  | Eredmény   | Pont       | Eredmény  | Pont      | Eredmény   | Pont       | Idő   | Pont  | Idő       | Pont      | Eredmény      | Pont          | Eredmény | Pont     | Eredmény      | Pont          | Idő     | Pont   | Pont        | Helyezés    |
| -------------- | ----------- | ----- | ----- | ---------- | ---------- | --------- | --------- | ---------- | ---------- | ----- | ----- | --------- | --------- | ------------- | ------------- | -------- | -------- | ------------- | ------------- | ------- | ------ | ----------- | ----------- |
| Usiro Keiszuke | Tízpróba    | 11,32 | 791   | 686 cm     | 781        | 13,59 m   | 703       | 199 cm     | 794        | 50,78 | 779   | 15,47     | 794       | 46,66 m       | 801           | 490 cm   | 880      | 66,38 m       | 834           | 4:39,33 | 685    | 7842        | 20.         |

Női
| Versenyző                                             | Versenyszám     | Selejtező | Selejtező | Selejtező | Előfutam | Előfutam | Előfutam | Elődöntő | Elődöntő | Elődöntő | Döntő    | Döntő    |
| Versenyző                                             | Versenyszám     | Idő       | Hely.     | Össz.     | Idő      | Hely.    | Össz.    | Idő      | Hely.    | Össz.    | Idő      | Helyezés |
| ----------------------------------------------------- | --------------- | --------- | --------- | --------- | -------- | -------- | -------- | -------- | -------- | -------- | -------- | -------- |
| Fukusima Csiszato                                     | 100 m           | kiemelt   | kiemelt   | kiemelt   | 11,41    | 5.       | 32.***   | kiesett  | kiesett  | kiesett  | kiesett  | kiesett  |
| Fukusima Csiszato                                     | 200 m           |           |           |           | 24,14    | 7.       | 48.      | kiesett  | kiesett  | kiesett  | kiesett  | kiesett  |
| Niija Hitomi                                          | 5000 m          |           |           |           | 15:10,20 | 10.      | 18.      |          |          |          | kiesett  | kiesett  |
| Niija Hitomi                                          | 10 000 m        |           |           |           |          |          |          |          |          |          | 30:59,19 | 9.       |
| Josikava Mika                                         | 10 000 m        |           |           |           |          |          |          |          |          |          | 31:47,67 | 16.      |
| Josikava Mika                                         | 5000 m          |           |           |           | 15:16,77 | 13.      | 23.      |          |          |          | kiesett  | kiesett  |
| Fukusi Kajoko                                         | 5000 m          |           |           |           | 15:09,31 | 8.       | 17.      |          |          |          | kiesett  | kiesett  |
| Fukusi Kajoko                                         | 10 000 m        |           |           |           |          |          |          |          |          |          | 31:10,35 | 10.      |
| Kizaki Rjóko                                          | Maraton         |           |           |           |          |          |          |          |          |          | 2:27:16  | 16.      |
| Ozaki Josimi                                          | Maraton         |           |           |           |          |          |          |          |          |          | 2:27:43  | 19.      |
| Sigetomo Risza                                        | Maraton         |           |           |           |          |          |          |          |          |          | 2:40:06  | 79.      |
| Kimura Ajako                                          | 100 m gát       |           |           |           | 13,75    | 7.       | 37.      | kiesett  | kiesett  | kiesett  | kiesett  | kiesett  |
| Kubokura Szatomi                                      | 400 m gát       |           |           |           | 55,85    | 5.       | 19.      | 56,25    | 8.       | 20.      | kiesett  | kiesett  |
| Doi Anna Icsikava Kana Fukusima Csiszato Szano Jumeka | 4 × 100 m váltó |           |           |           | 44,25    | 8.       | 15.      |          |          |          | kiesett  | kiesett  |
| Fucsisze Maszumi                                      | 20 km gyaloglás |           |           |           |          |          |          |          |          |          | 1:28:41  | 11.      |
| Kavaszaki Majumi                                      | 20 km gyaloglás |           |           |           |          |          |          |          |          |          | 1:30:20  | 18.      |
| Otosi Kumi                                            | 20 km gyaloglás |           |           |           |          |          |          |          |          |          | 1:33:50  | 37.      |

| Versenyző    | Versenyszám   | Selejtező | Selejtező | Döntő    | Döntő    |
| Versenyző    | Versenyszám   | Eredmény  | Helyezés  | Eredmény | Helyezés |
| ------------ | ------------- | --------- | --------- | -------- | -------- |
| Abiko Tomomi | Rúdugrás      | 425 cm    | 19.****   | kiesett  | kiesett  |
| Ebihara Juki | Gerelyhajítás | 59,25 m   | 16.       | kiesett  | kiesett  |

* - egy másik versenyzővel azonos eredményt ért el

*** - három másik versenyzővel azonos eredményt ért el

**** - négy másik versenyzővel azonos eredményt ért el

## Birkózás

### Férfi
Kötöttfogású
| Versenyző         | Versenyszám | Selejtező         | Nyolcaddöntő                    | Negyeddöntő                      | Elődöntő                      | Vigaszág első kör | Vigaszág elődöntő | Bronz- mérkőzés                                     | Döntő             | Helyezés |
| Versenyző         | Versenyszám | Ellenfél Eredmény | Ellenfél Eredmény               | Ellenfél Eredmény                | Ellenfél Eredmény             | Ellenfél Eredmény | Ellenfél Eredmény | Ellenfél Eredmény                                   | Ellenfél Eredmény | Helyezés |
| ----------------- | ----------- | ----------------- | ------------------------------- | -------------------------------- | ----------------------------- | ----------------- | ----------------- | --------------------------------------------------- | ----------------- | -------- |
| Haszegava Kóhei   | 55 kg       | erőnyerő          | Elbek Tazsijev (BLR) · 1–0, 3–0 | Håkan Nyblom (DEN) · 0–3, 0–2    | kiesett                       |                   |                   |                                                     |                   | 10.      |
| Macumoto Rjútaró  | 60 kg       | erőnyerő          | Rahman Bilici (TUR) · 1–0, 5–0  | Tarik Belmadani (FRA) · 1–0, 1–0 | Omid Norouzi (IRI) · 0–1, 0–1 |                   |                   | Almat Kebiszpajev (KAZ) · 1–2, 3–1, 3–0 (kétvállas) |                   |          |
| Fudzsimura Cutomu | 66 kg       | erőnyerő          | Justin Lester (USA) · 0–3, 1–3  | kiesett                          | kiesett                       |                   |                   |                                                     |                   | 13.      |
| Szaikava Norikacu | 96 kg       | erőnyerő          | Jimmy Lidberg (SWE) · 0–2, 0–1  | kiesett                          | kiesett                       |                   |                   |                                                     |                   | 17.      |

Szabadfogású
| Versenyző         | Versenyszám | Selejtező                                    | Nyolcaddöntő                         | Negyeddöntő                           | Elődöntő                                       | Vigaszág első kör | Vigaszág elődöntő               | Bronz- mérkőzés                     | Döntő                         | Helyezés |
| Versenyző         | Versenyszám | Ellenfél Eredmény                            | Ellenfél Eredmény                    | Ellenfél Eredmény                     | Ellenfél Eredmény                              | Ellenfél Eredmény | Ellenfél Eredmény               | Ellenfél Eredmény                   | Ellenfél Eredmény             | Helyezés |
| ----------------- | ----------- | -------------------------------------------- | ------------------------------------ | ------------------------------------- | ---------------------------------------------- | ----------------- | ------------------------------- | ----------------------------------- | ----------------------------- | -------- |
| Jumoto Sinicsi    | 55 kg       | erőnyerő                                     | Kim Dzsincshol (KOR) · 0–1, 4–2, 1–0 | Mihran Dzsaburjan (ARM) · 4–1, 6–0    | Vladimer Khinchegashvili (GEO) · 0–1, 4–0, 0–2 |                   |                                 | Radoszlav Velikov (BUL) · 1–1, 1–1  |                               |          |
| Jumoto Kenicsi    | 60 kg       | erőnyerő                                     | Yowlys Bonne (CUB) · 2–2, 2–0        | Toğrul Əsgərov (AZE) · 0–1, 2–2       |                                                |                   | Tim Schleicher (GER) · 6–0, 3–2 | Coleman Scott (USA) · 1–0, 0–3, 1–3 |                               | 5.       |
| Jonemicu Tacuhiro | 66 kg       | erőnyerő                                     | Liván López (CUB) · 1–0, 1–1         | Haislan Veranes (CAN) · 0–1, 1–0, 5–0 | Cəbrayıl Həsənov (AZE) · 2–0, 1–0              |                   |                                 |                                     | Szusíl Kumár (IND) · 1–0, 3–1 |          |
| Takatani Szószuke | 74 kg       | Əşrəf Əliyev (AZE) · 0–1, 0–1                | kiesett                              | kiesett                               | kiesett                                        |                   |                                 |                                     |                               | 16.      |
| Iszokava Takao    | 96 kg       | Nathaniel Tuamoheloa (ASA) · mérkőzés nélkül | Magomed Muszajev (KGZ) · 0–1, 1–2    | kiesett                               | kiesett                                        |                   |                                 |                                     |                               | 8.       |

### Női
Szabadfogású
| Versenyző       | Versenyszám | Selejtező         | Nyolcaddöntő                           | Negyeddöntő                      | Elődöntő                                  | Vigaszág első kör | Vigaszág elődöntő | Bronz- mérkőzés   | Döntő                                | Helyezés |
| Versenyző       | Versenyszám | Ellenfél Eredmény | Ellenfél Eredmény                      | Ellenfél Eredmény                | Ellenfél Eredmény                         | Ellenfél Eredmény | Ellenfél Eredmény | Ellenfél Eredmény | Ellenfél Eredmény                    | Helyezés |
| --------------- | ----------- | ----------------- | -------------------------------------- | -------------------------------- | ----------------------------------------- | ----------------- | ----------------- | ----------------- | ------------------------------------ | -------- |
| Obara Hitomi    | 48 kg       | erőnyerő          | Marol Mezien (TUN) · 4–0, (kétvállas)  | Isabelle Sambou (SEN) · 2–0, 5–0 | Carol Huynh (CAN) · 2–0, 2–1              |                   |                   |                   | Mariya Stadnik (AZE) · 0–4, 1–0, 2–0 |          |
| Josida Szaori   | 55 kg       | erőnyerő          | Kelsey Campbell (USA) · 1–0, 1–0       | Yuliya Ratkeviç (AZE) · 1–0, 2–0 | Valerija Zsolobova (RUS) · 1–0, 2–0       |                   |                   |                   | Tonya Verbeek (CAN) · 3–0, 2–0       |          |
| Icsó Kaori      | 63 kg       | erőnyerő          | Martine Dugrenier (CAN) · 4–0, 2–1     | Henna Johansson (SWE) · 1–0, 4–0 | Battszeszeg Soronzonbold (MGL) · 1–0, 4–0 |                   |                   |                   | Jing Ruixue (CHN) · 3–0, 2–0         |          |
| Hamagucsi Kjóko | 72 kg       | erőnyerő          | Gjuzel Manyurova (KAZ) · 1–5, 1–1, 0–4 | kiesett                          | kiesett                                   |                   |                   |                   |                                      | 11.      |

## Cselgáncs
Férfi
| Versenyző        | Versenyszám  | Selejtező         | 32-es főtábla                          | Nyolcaddöntő                            | Negyeddöntő                               | Elődöntő                                    | Vigaszág elődöntő                              | Bronz- mérkőzés                                 | Döntő                                  | Helyezés |
| Versenyző        | Versenyszám  | Ellenfél Eredmény | Ellenfél Eredmény                      | Ellenfél Eredmény                       | Ellenfél Eredmény                         | Ellenfél Eredmény                           | Ellenfél Eredmény                              | Ellenfél Eredmény                               | Ellenfél Eredmény                      | Helyezés |
| ---------------- | ------------ | ----------------- | -------------------------------------- | --------------------------------------- | ----------------------------------------- | ------------------------------------------- | ---------------------------------------------- | ----------------------------------------------- | -------------------------------------- | -------- |
| Hiraoka Hiroaki  | Légsúly      | erőnyerő          | Ashley McKenzie (GBR) · 111(0)–000(2)  | Artiom Arshanski (ISR) · 012(0)–000(0)  | Sofiane Milous (FRA) · 001(2)–001(0)      | Elio Verde (ITA) · 110(0)–000(0)            |                                                |                                                 | Arszen Galsztyan (RUS) · 000(0)–100(0) |          |
| Ebinuma Maszasi  | Harmatsúly   | erőnyerő          | Sasha Mehmedovic (CAN) · 111(0)–000(0) | Szergej Lim (KAZ) · 010(0)–000(1)       | Cso Dzsunho (KOR) · 000(1)–000(1) (bírói) | Lasha Shavdatuashvili (GEO) · 000(0)–100(0) |                                                | Paweł Zagrodnik (POL) · 110(0)–010(1)           |                                        |          |
| Nakaja Riki      | Könnyűsúly   | erőnyerő          | Kyle Maxwell (BAR) · 100(0)–000(1)     | Soso Palelashvili (ISR) · 101(0)–000(0) | Raszul Bokijev (TJK) · 001(1)–000(2)      | Dex Elmont (NED) · 000(0)–000(1) (bírói)    |                                                |                                                 | Manszur Iszajev (RUS) · 000(1)–001(1)  |          |
| Nakai Takahiro   | Váltósúly    | erőnyerő          | Boas Munyonga (ZAM) · 100(0)–000(H)    | Sergiu Toma (MDA) · 010(1)–000(3)       | Ole Bischof (GER) · 000(0)–101(0)         |                                             | Leandro Guilheiro (BRA) · 001(1)–000(2)        | Ivan Nyifontov (RUS) · 000(0)–020(1)            |                                        | 5.       |
| Nisijama Maszasi | Középsúly    |                   | Csingiz Mamedov (KGZ) · 011(0)–000(0)  | Timur Bolat (KAZ) · 001(0)–000(0)       | Szong Denam (KOR) · 010(1)–011(1)         |                                             | Dilshod Choriyev (UZB) · 001(2)–001(2) (bírói) | Kirill Gyenyiszov (RUS) · 000(0)–000(1) (bírói) |                                        |          |
| Anai Takamasza   | Félnehézsúly |                   | James Austin (GBR) · 010(1)–000(3)     | Lukáš Krpálek (CZE) · 000(0)–100(1)     | kiesett                                   | kiesett                                     |                                                |                                                 |                                        | 9.       |
| Kamikava Daiki   | Nehézsúly    |                   | Darrel Castillo (GUA) · 100(0)–000(0)  | Ihar Makarav (BLR) · 000(1)–001(1)      | kiesett                                   | kiesett                                     |                                                |                                                 |                                        | 9.       |

Női
| Versenyző        | Versenyszám  | Selejtező                              | Nyolcaddöntő                              | Negyeddöntő                              | Elődöntő                            | Vigaszág elődöntő                            | Bronz- mérkőzés                                | Döntő                                      | Helyezés |
| Versenyző        | Versenyszám  | Ellenfél Eredmény                      | Ellenfél Eredmény                         | Ellenfél Eredmény                        | Ellenfél Eredmény                   | Ellenfél Eredmény                            | Ellenfél Eredmény                              | Ellenfél Eredmény                          | Helyezés |
| ---------------- | ------------ | -------------------------------------- | ----------------------------------------- | ---------------------------------------- | ----------------------------------- | -------------------------------------------- | ---------------------------------------------- | ------------------------------------------ | -------- |
| Fukumi Tomoko    | Légsúly      | Oiana Blanco (ESP) · 100(0)–000(1)     | Kelly Edwards (GBR) · 002(0)–000(0)       | Paula Pareto (ARG) · 001(0)–000(2)       | Alina Dumitru (ROU) · 001(1)–010(2) |                                              | Csernoviczki Éva (HUN) · 000(1)–100(1)         |                                            | 5.       |
| Nakamura Miszato | Harmatsúly   | erőnyerő                               | An Kume (PRK) · 002(0)–010(2)             | kiesett                                  | kiesett                             |                                              |                                                |                                            | 9.       |
| Macumoto Kaori   | Könnyűsúly   | Vesna Đukić (SLO) · 011(0)–000(2)      | Kifayət Qasımova (AZE) · 010(0)–000(0)    | Giulia Quintavalle (ITA) · 010(0)–000(1) | Automne Pavia (FRA) · 001(0)–000(0) |                                              |                                                | Corina Căprioriu (ROU) · 100(0)–000(H)     |          |
| Ueno Josie       | Váltósúly    | Garíma Csaudhari (IND) · 100(0)–000(0) | Marijana Mišković (CRO) · 001(0)–000(0)   | Csong Daun (KOR) · 000(2)–002(0)         |                                     | Elisabeth Willeboordse (NED) · 001(0)–000(0) | Cedevszürengín Mönhdzajá (MGL) · 001(0)–000(2) |                                            |          |
| Tacsimoto Haruka | Középsúly    | erőnyerő                               | Onix Cortés (CUB) · 000(0)–000(1) (bírói) | Chen Fei (CHN) · 002(0)–002(0) (bírói)   |                                     | Edith Bosch (NED) · 000(2)–001(1)            |                                                |                                            | 7.       |
| Ogata Akari      | Félnehézsúly | Csong Gjongmi (KOR) · 001(0)–000(2)    | Marhinde Verkerk (NED) · 002(0)–011(0)    | kiesett                                  | kiesett                             |                                              |                                                |                                            | 9.       |
| Szugimoto Mika   | Nehézsúly    | erőnyerő                               | Giovanna Blanco (VEN) · 100(0)–000(0)     | Maria Altheman (BRA) · 100(0)–000(0)     | Karina Bryant (GBR) · 001(1)–000(2) |                                              |                                                | Idalys Ortíz (CUB) · 000(1)–000(0) (bírói) |          |

## Evezés
Férfi
| Versenyző                    | Versenyszám              | Előfutam | Előfutam | Vigaszág | Vigaszág | Elődöntő | Elődöntő | Elődöntő | Döntő | Döntő   | Döntő | Helyezés |
| Versenyző                    | Versenyszám              | Idő      | Hely.    | Idő      | Hely.    | Típus    | Idő      | Hely.    | Típus | Idő     | Hely. | Helyezés |
| ---------------------------- | ------------------------ | -------- | -------- | -------- | -------- | -------- | -------- | -------- | ----- | ------- | ----- | -------- |
| Ura Kazusige Takeda Daiszaku | Könnyűsúlyú kétpárevezős | 6:54,01  | 3.       | 6:39,81  | 2.       | A/B      | 6:48,61  | 6.       | B     | 6:48,27 | 6.    | 12.      |

Női
| Versenyző                    | Versenyszám              | Előfutam | Előfutam | Vigaszág | Vigaszág | Negyeddöntő | Negyeddöntő | Elődöntő | Elődöntő | Elődöntő | Döntő | Döntő   | Döntő | Helyezés |
| Versenyző                    | Versenyszám              | Idő      | Hely.    | Idő      | Hely.    | Idő         | Hely.       | Típus    | Idő      | Hely.    | Típus | Idő     | Hely. | Helyezés |
| ---------------------------- | ------------------------ | -------- | -------- | -------- | -------- | ----------- | ----------- | -------- | -------- | -------- | ----- | ------- | ----- | -------- |
| Szakakibara Haruna           | Egypárevezős             | 7:52,98  | 4.       |          |          | 8:12,85     | 6.          | C/D      | 8:05,65  | 5.       | D     | 8:42,90 | 5.    | 23.      |
| Fukumoto Acumi Ivamoto Akiko | Könnyűsúlyú kétpárevezős | 7:30,29  | 3.       | 7:23,79  | 3.       |             |             | A/B      | 7:34,23  | 6.       | B     | 7:32,12 | 6.    | 12.      |

## Gyeplabda

### Női
| Japán női gyeplabdacsapat-játékoskeret                                                                                   | Japán női gyeplabdacsapat-játékoskeret                                                                                      |
| --- | --- |
| - Akucu Csie - Aszano Szakijo - Csiba Kaori - Hajasi Nagisza - Ivao Szacsimi - Kató Akemi - Komazava Rika - Manabe Keiko | - Micuhasi Aki - Murakami Ai - Nakagava Mijuki - Ocuka Siho - Szató Maszako - Sibata Akane - Tanaka Izuki - Jamamoto Jukari |

#### Eredmények
Csoportkör
A csoport
| Csapat               | M | Gy | D | V | G+ | G– | Gk | P  |
| -------------------- | - | -- | - | - | -- | -- | -- | -- |
| Hollandia (NED)      | 5 | 5  | 0 | 0 | 12 | 5  | +7 | 15 |
| Nagy-Britannia (GBR) | 5 | 3  | 0 | 2 | 14 | 7  | +7 | 9  |
| Kína (CHN)           | 5 | 2  | 1 | 2 | 6  | 3  | +3 | 7  |
| Dél-Korea (KOR)      | 5 | 2  | 0 | 3 | 9  | 13 | −4 | 6  |
| Japán (JPN)          | 5 | 1  | 1 | 3 | 4  | 9  | −5 | 4  |
| Belgium (BEL)        | 5 | 0  | 2 | 3 | 2  | 10 | −8 | 2  |

| 2012. július 29. 19:00 (20:00) | Nagy-Britannia (GBR)                     | 4–0               | Japán (JPN) | Riverbank Arena, London Játékvezetők: Kelly Hudson (NZL) Soledad Iparraguirre (ARG) |
| 2012. július 29. 19:00 (20:00) | Danson 7', 28' · Thomas 23' · Walton 26' | (4–0) Jegyzőkönyv |             | Riverbank Arena, London Játékvezetők: Kelly Hudson (NZL) Soledad Iparraguirre (ARG) |

| 2012. július 31. 08:30 (09:30) | Hollandia (NED)            | 3–2               | Japán (JPN)                 | Riverbank Arena, London Játékvezetők: Kang Hyun-Young (KOR) Irene Presenqui (ARG) |
| 2012. július 31. 08:30 (09:30) | Lammers 4', 43' · Hoog 30' | (2–0) Jegyzőkönyv | Komazava 46' · Micuhasi 53' | Riverbank Arena, London Játékvezetők: Kang Hyun-Young (KOR) Irene Presenqui (ARG) |

| 2012. augusztus 2. 08:30 (09:30) | Dél-Korea (KOR)  | 1–0               | Japán (JPN) | Riverbank Arena, London Játékvezetők: Miao Lin (CHN) Frances Block (GBR) |
| 2012. augusztus 2. 08:30 (09:30) | Cshon Szulki 42' | (0–0) Jegyzőkönyv |             | Riverbank Arena, London Játékvezetők: Miao Lin (CHN) Frances Block (GBR) |

| 2012. augusztus 4. 13:45 (14:45) | Japán (JPN)  | 1–1               | Belgium (BEL) | Riverbank Arena, London Játékvezetők: Stella Bartlema (NED) Wendy Stewart (CAN) |
| 2012. augusztus 4. 13:45 (14:45) | Jamamoto 58' | (0–1) Jegyzőkönyv | Boon 34'      | Riverbank Arena, London Játékvezetők: Stella Bartlema (NED) Wendy Stewart (CAN) |

| 2012. augusztus 6. 13:45 (14:45) | Japán (JPN)  | 1–0               | Kína (CHN) | Riverbank Arena, London Játékvezetők: Elena Eskina (RUS) Kelly Hudson (NZL) |
| 2012. augusztus 6. 13:45 (14:45) | Komazava 54' | (0–0) Jegyzőkönyv |            | Riverbank Arena, London Játékvezetők: Elena Eskina (RUS) Kelly Hudson (NZL) |

A 9. helyért
| 2012. augusztus 8. 8:30 (9:30) | Japán (JPN)       | 2–1 (h. u.)            | Dél-afrikai Köztársaság (RSA) | Riverbank Arena, London Játékvezetők: Stella Bartlema (NED) Amy Hassick (USA) |
| 2012. augusztus 8. 8:30 (9:30) | Murakami 63', 80' | (0–1, 1–1) Jegyzőkönyv | Deetlefs 27'                  | Riverbank Arena, London Játékvezetők: Stella Bartlema (NED) Amy Hassick (USA) |

| Csapat      | Helyezés |
| ----------- | -------- |
| Japán (JPN) | 9.       |

## Íjászat
Férfi
| Versenyző                                 | Versenyszám | Selejtező | Selejtező | 64-es főtábla                  | 32-es főtábla                    | Nyolcaddöntő                                                                                 | Negyeddöntő                                                                         | Elődöntő                           | Döntő                        | Helyezés |
| Versenyző                                 | Versenyszám | Pont      | Kiemelt   | Ellenfél Eredmény              | Ellenfél Eredmény                | Ellenfél Eredmény                                                                            | Ellenfél Eredmény                                                                   | Ellenfél Eredmény                  | Ellenfél Eredmény            | Helyezés |
| ----------------------------------------- | ----------- | --------- | --------- | ------------------------------ | -------------------------------- | -------------------------------------------------------------------------------------------- | ----------------------------------------------------------------------------------- | ---------------------------------- | ---------------------------- | -------- |
| Furukava Takaharu                         | Egyéni      | 679       | 5.        | Lee Kar Wai (HKG) (60.) · 6–4  | Dmitro Hracsov (UKR) (28.) · 6–4 | Bård Nesteng (NOR) (21.) · 6–2                                                               | Khairul Anuar Mohamad (MAS) (20.) · 6–2                                             | Rick van der Ven (NED) (16.) · 6–5 | O Dzsinhjok (KOR) (3.) · 1–7 |          |
| Kikucsi Hideki                            | Egyéni      | 659       | 44.       | Bård Nesteng (NOR) (21.) · 5–6 | kiesett                          | kiesett                                                                                      | kiesett                                                                             | kiesett                            | kiesett                      | 33.      |
| Isizu Jú                                  | Egyéni      | 671       | 15.       | Simon Terry (GBR) (50.) · 1–7  | kiesett                          | kiesett                                                                                      | kiesett                                                                             | kiesett                            | kiesett                      | 33.      |
| Furukava Takaharu Kikucsi Hideki Isizu Jú | Csapat      | 2009      | 5.        |                                |                                  | India (IND) · Dzsajanta Tálukadár · Tarundíp Rái · Ráhul Benardzsi (12.) · 214 (29)–214 (27) | Egyesült Államok (USA) · Jacob Wukie · Brady Ellison · Jake Kaminski (4.) · 219–220 | kiesett                            | kiesett                      | 6.       |

Női
| Versenyző                              | Versenyszám | Selejtező | Selejtező | 64-es főtábla                         | 32-es főtábla                      | Nyolcaddöntő                                                                               | Negyeddöntő                                                                    | Elődöntő                                                                | Döntő | Helyezés |
| Versenyző                              | Versenyszám | Pont      | Kiemelt   | Ellenfél Eredmény                     | Ellenfél Eredmény                  | Ellenfél Eredmény                                                                          | Ellenfél Eredmény                                                              | Ellenfél Eredmény                                                       | Ellenfél Eredmény                                                                                               | Helyezés |
| -------------------------------------- | ----------- | --------- | --------- | ------------------------------------- | ---------------------------------- | ------------------------------------------------------------------------------------------ | ------------------------------------------------------------------------------ | ----------------------------------------------------------------------- | --- | -------- |
| Hajakava Ren                           | Egyéni      | 654       | 16.       | Christine Bjerendal (SWE) (49.) · 6–4 | Inna Sztyepanova (RUS) (17.) · 7–3 | Ki Bobe (KOR) (1.) · 0–6                                                                   | kiesett                                                                        | kiesett                                                                 | kiesett | 9.       |
| Kanie Miki                             | Egyéni      | 665       | 6.        | Tetyana Dorohova (UKR) (59.) · 7–1    | Xu Jing (CHN) (27.) · 6–0          | Aída Román (MEX) (11.) · 3–7                                                               | kiesett                                                                        | kiesett                                                                 | kiesett | 9.       |
| Kavanaka Kaori                         | Egyéni      | 646       | 28.       | Bérengère Schuh (FRA) (37) · 2–6      | kiesett                            | kiesett                                                                                    | kiesett                                                                        | kiesett                                                                 | kiesett | 33.      |
| Kavanaka Kaori Kanie Miki Hajakava Ren | Csapat      | 1965      | 5.        |                                       |                                    | Ukrajna (UKR) · Tetyana Dorohova · Katerina Paleha · Ligyija Szicsenyikova (12.) · 207–192 | Mexikó (MEX) · Mariana Avitia · Alejandra Valencia · Aída Román (4.) · 219–209 | Dél-Korea (KOR) · Ki Bobe · I Szongdzsin · Cshö Hjondzsu (1.) · 206–221 | Bronzmérkőzés · Oroszország (RUS) · Inna Sztyepanova · Kszenyija Perova · Krisztyina Tyimofejeva (6.) · 209–207 |          |

## Kajak-kenu

### Síkvízi
Férfi
| Versenyző                         | Versenyszám        | Előfutam | Előfutam | Előfutam | Elődöntő | Elődöntő | Elődöntő | Döntő | Döntő  | Döntő    | Helyezés |
| Versenyző                         | Versenyszám        | Idő      | Hely.    | Össz.    | Idő      | Hely.    | Össz.    | Típus | Idő    | Helyezés | Helyezés |
| --------------------------------- | ------------------ | -------- | -------- | -------- | -------- | -------- | -------- | ----- | ------ | -------- | -------- |
| Macusita Momotaró                 | Kajak egyes 200 m  | 36,096   | 3.       | 9.       | 37,201   | 7.       | 14.      | B     | 38,040 | 3.       | 11.      |
| Vatanabe Hiroki Macusita Momotaró | Kajak kettes 200 m | 34,669   | 6.       | 12.      |          |          |          | B     | 35,739 | 2.       | 10.      |
| Szakamoto Naoja                   | Kenu egyes 200 m   | 41,528   | 3.       | 9.       | 41,771   | 3.       | 7.       | A     | 44,699 | 8.       | 8.       |

Női
| Versenyző                    | Versenyszám        | Előfutam | Előfutam | Előfutam | Elődöntő | Elődöntő | Elődöntő | Döntő   | Döntő   | Döntő    | Helyezés |
| Versenyző                    | Versenyszám        | Idő      | Hely.    | Össz.    | Idő      | Hely.    | Össz.    | Típus   | Idő     | Helyezés | Helyezés |
| ---------------------------- | ------------------ | -------- | -------- | -------- | -------- | -------- | -------- | ------- | ------- | -------- | -------- |
| Kitamoto Sinobu              | Kajak egyes 200 m  | 42,007   | 1.       | 4.       | 41,816   | 3.       | 10.      | B       | 45,387  | 5.       | 13.      |
| Kitamoto Sinobu Ómura Aszumi | Kajak kettes 500 m | 1:47,323 | 6.       | 17.      | kiesett  | kiesett  | kiesett  | kiesett | kiesett | kiesett  | 17.      |

### Szlalom
| Versenyző     | Versenyszám       | Selejtező | Selejtező | Selejtező | Selejtező | Selejtező     | Selejtező     | Elődöntő | Elődöntő | Döntő   | Döntő    |
| Versenyző     | Versenyszám       | 1. futam  | 1. futam  | 2. futam  | 2. futam  | Jobb eredmény | Jobb eredmény | Elődöntő | Elődöntő | Döntő   | Döntő    |
| Versenyző     | Versenyszám       | Pont      | Hely.     | Pont      | Hely.     | Pont          | Hely.         | Pont     | Hely.    | Pont    | Helyezés |
| ------------- | ----------------- | --------- | --------- | --------- | --------- | ------------- | ------------- | -------- | -------- | ------- | -------- |
| Jazava Kazuki | Férfi kajak egyes | 96,66     | 18.       | 92,57     | 13.       | 92,57         | 15.           | 99,99    | 9.       | 104,44  | 9.       |
| Haneda Takuja | Férfi kenu egyes  | 101,13    | 12.       | 92,72     | 2.        | 92,72         | 3.            | 104,16   | 6.       | 110,62  | 7.       |
| Kaifucsi Moe  | Női kajak egyes   | 171,63    | 19.       | 121,29    | 17.       | 121,29        | 19.           | kiesett  | kiesett  | kiesett | kiesett  |

## Kerékpározás

### Hegyi-kerékpározás
| Versenyző      | Versenyszám        | Idő             | Helyezés |
| -------------- | ------------------ | --------------- | -------- |
| Jamamoto Kóhei | Férfi terepverseny | 1:35:26 (+6:19) | 27.      |
| Katajama Rie   | Női terepverseny   | 1:38:26 (+7:34) | 20.      |

### Országúti kerékpározás
Férfi
| Versenyző      | Versenyszám     | Idő                 | Helyezés |
| -------------- | --------------- | ------------------- | -------- |
| Beppu Fumijuki | Egyéni időfutam | 55:40,64 (+5:01,10) | 24.      |
| Beppu Fumijuki | Mezőnyverseny   | 5:46:05 (+0:08)     | 22.      |
| Arasiro Jukija | Mezőnyverseny   | 5:46:37 (+0:40)     | 48.      |

Női
| Versenyző       | Versenyszám   | Idő           | Helyezés      |
| --------------- | ------------- | ------------- | ------------- |
| Hagivara Majuko | Mezőnyverseny | nem ért célba | nem ért célba |

### Pálya-kerékpározás
Sprintversenyek
| Versenyző                                         | Versenyszám  | Selejtező | Selejtező | 1. forduló                   | Vigaszág                                           | Vigaszág | 2. forduló                   | Vigaszág                                                      | Vigaszág | 9–12. helyért                                                                    | 9–12. helyért | Negyeddöntő                                                             | 5–8. helyért           | 5–8. helyért | Elődöntő             | Döntő                | Helyezés |
| Versenyző                                         | Versenyszám  | Idő       | Hely.     | Ellenfél Győztes idő         | Ellenfelek Győztes idő                             | Hely.    | Ellenfél Győztes idő         | Ellenfelek Győztes idő                                        | Hely.    | Ellenfelek Győztes idő                                                           | Hely.         | Ellenfél Győztes idő                                                    | Ellenfelek Győztes idő | Hely.        | Ellenfél Győztes idő | Ellenfél Győztes idő | Helyezés |
| ------------------------------------------------- | ------------ | --------- | --------- | ---------------------------- | -------------------------------------------------- | -------- | ---------------------------- | ------------------------------------------------------------- | -------- | -------------------------------------------------------------------------------- | ------------- | ----------------------------------------------------------------------- | ---------------------- | ------------ | -------------------- | -------------------- | -------- |
| Nakagava Szeiicsiró                               | Férfi egyéni | 10,144    | 7.        | Jimmy Watkins (USA) · 10,399 | Damian Zieliński (POL) · 10,792                    | 1.       | Grégory Baugé (FRA) · 10,490 | Hersony Canelón (VEN) · Mohd Azizulhasni Awang (MAS) · 10,456 | 3.       | Pavel Kelemen (CZE) · Bernard Esterhuizen (RSA) · Hersony Canelón (VEN) · 10,950 | 1.            |                                                                         |                        |              |                      |                      | 9.       |
| Nakagava Szeiicsiró Júdai Nitta Vatanabe Kazunari | Férfi csapat | 44,324    | 8.        |                              |                                                    |          |                              |                                                               |          |                                                                                  |               | Nagy-Britannia (GBR) · Philip Hindes · Chris Hoy · Jason Kenny · 43,964 | kiesett                | kiesett      | kiesett              | kiesett              | 8.       |
| Maeda Kajono                                      | Női egyéni   | 11,600    | 17.       | Anna Meares (AUS) · 11,800   | Monique Sullivan (CAN) · I Hjedzsin (KOR) · 11,572 | 3.       | kiesett                      | kiesett                                                       | kiesett  | kiesett                                                                          | kiesett       | kiesett                                                                 | kiesett                | kiesett      | kiesett              | kiesett              | 17.      |

Keirin
| Versenyző         | Versenyszám | 1. forduló | Vigaszág | 2. forduló | Döntő            | Helyezés |
| Versenyző         | Versenyszám | Helyezés   | Helyezés | Helyezés   | Helyezés         | Helyezés |
| ----------------- | ----------- | ---------- | -------- | ---------- | ---------------- | -------- |
| Vatanabe Kazunari | Férfi       | 6.         | 1.       | 6.         | 7–12. helyért 5. | 11.      |

## Labdarúgás

### Férfi
| Japán férfi labdarúgócsapat-játékoskeret | Japán férfi labdarúgócsapat-játékoskeret                                                                                                 |
| --- | --- |
| - Gonda Súicsi - Higasi Keigo - Kijotake Hirosi - Muramacu Taiszuke - Nagai Kenszuke - Ógihara Takahiro - Ócu Júki - Szaitó Manabu - Szakai Gótoku | - Szakai Hiroki - Szugimoto Kenjú - Szuzuki Daiszuke - Tokunaga Júhei - Uszami Takasi - Jamagucsi Hotaru - Jamamura Kazuja - Josida Maja |

#### Eredmények
Csoportkör
D csoport
| Csapat              | M | Gy | D | V | Rg | Kg | Gk | P |
| ------------------- | - | -- | - | - | -- | -- | -- | - |
| Japán (JPN)         | 3 | 2  | 1 | 0 | 2  | 0  | +2 | 7 |
| Honduras (HON)      | 3 | 1  | 2 | 0 | 3  | 2  | +1 | 5 |
| Marokkó (MAR)       | 3 | 0  | 2 | 1 | 2  | 3  | −1 | 2 |
| Spanyolország (ESP) | 3 | 0  | 1 | 2 | 0  | 2  | −2 | 1 |

| 2012. július 26. 14:45 (15:45) |

| Spanyolország (ESP) | 0–1               | Japán (JPN) |
| ------------------- | ----------------- | ----------- |
| I. Martínez 41′     | (0–1) Jegyzőkönyv | Ócu 34'     |

| Hampden Park, Glasgow Nézőszám: 37 726 Játékvezető: Mark Geiger (amerikai) |

| 2012. július 29. 17:00 (18:00) |

| Japán (JPN) | 1–0               | Marokkó (MAR) |
| ----------- | ----------------- | ------------- |
| Nagai 84'   | (0–0) Jegyzőkönyv |               |

| St James’ Park, Newcastle Nézőszám: 24 936 Játékvezető: Svein Oddvar Moen (norvég) |

| 2012. augusztus 1. 17:00 (18:00) |

| Japán (JPN) | 0–0         | Honduras (HON) |
| ----------- | ----------- | -------------- |
|             | Jegyzőkönyv |                |

| Ricoh Arena, Coventry Nézőszám: 25 862 Játékvezető: Slim Jedidi (tunéziai) |

Negyeddöntő
| 2012. augusztus 4. 12:00 (13:00) |

| Japán (JPN)                  | 3–0               | Egyiptom (EGY) |
| ---------------------------- | ----------------- | -------------- |
| Nagai 14' Josida 78' Ócu 83' | (1–0) Jegyzőkönyv | Samir 41′      |

| Old Trafford, Manchester Nézőszám: 70 772 Játékvezető: Mark Geiger (amerikai) |

Elődöntő
| 2012. augusztus 7. 17:00 (18:00) |

| Mexikó (MEX)                        | 3–1               | Japán (JPN) |
| ----------------------------------- | ----------------- | ----------- |
| Fabián 31' Peralta 65' Cortés 90+3' | (1–1) Jegyzőkönyv | Ócu 12'     |

| Wembley Stadion, London Nézőszám: 82 372 Játékvezető: Gianluca Rocchi (olasz) |

Bronzmérkőzés
| 2012. augusztus 10. 19:45 (20:45) |

| Dél-Korea (KOR)                  | 2–0               | Japán (JPN) |
| -------------------------------- | ----------------- | ----------- |
| Pak Csujong 38' Ku Dzsacshol 57' | (1–0) Jegyzőkönyv |             |

| Millennium Stadion, Cardiff Játékvezető: Ravshan Ermatov (üzbég) |

| Csapat      | Helyezés |
| ----------- | -------- |
| Japán (JPN) | 4.       |

### Női
| Japán női labdarúgócsapat-játékoskeret | Japán női labdarúgócsapat-játékoskeret                                                                                                  |
| --- | --- |
| - Andó Kozue - Fukumoto Miho - Ivabucsi Mana - Ivasimizu Azusza - Kaihori Ajumi - Kavaszumi Nahomi - Kinga Jukari - Kumagai Szaki - Marujama Karina | - Mijama Aja - Ógimi Juki - Óno Sinobu - Szakagucsi Mizuho - Szamesima Aja - Szava Homare - Takasze Megumi - Tanaka Aszuna - Jano Kjóko |

#### Eredmények
Csoportkör
F csoport
| Csapat                        | M | Gy | D | V | Rg | Kg | Gk | P |
| ----------------------------- | - | -- | - | - | -- | -- | -- | - |
| Svédország (SWE)              | 3 | 1  | 2 | 0 | 6  | 3  | +3 | 5 |
| Japán (JPN)                   | 3 | 1  | 2 | 0 | 2  | 1  | +1 | 5 |
| Kanada (CAN)                  | 3 | 1  | 1 | 1 | 6  | 4  | +2 | 4 |
| Dél-afrikai Köztársaság (RSA) | 3 | 0  | 1 | 2 | 1  | 7  | −6 | 1 |

| 2012. július 25. 17:00 (18:00) |

| Japán (JPN)              | 2–1               | Kanada (CAN) |
| ------------------------ | ----------------- | ------------ |
| Kavaszumi 32' Mijama 43' | (2–0) Jegyzőkönyv | Tancredi 54' |

| Ricoh Arena, Coventry Nézőszám: 14 119 Játékvezető: Kirsi Heikkinen (finn) |

| 2012. július 28. 12:00 (13:00) |

| Japán (JPN) | 0–0         | Svédország (SWE) |
| ----------- | ----------- | ---------------- |
|             | Jegyzőkönyv |                  |

| Ricoh Arena, Coventry Nézőszám: 14 160 Játékvezető: Quetzalli Alvarado (mexikói) |

| 2012. július 31. 14:30 (15:30) |

| Japán (JPN) | 0–0         | Dél-afrikai Köztársaság (RSA) |
| ----------- | ----------- | ----------------------------- |
|             | Jegyzőkönyv |                               |

| Millennium Stadion, Cardiff Nézőszám: 24 202 Játékvezető: Efthalía Míci (görög) |

Negyeddöntő
| 2012. augusztus 3. 17:00 (18:00) |

| Brazília (BRA) | 0–2               | Japán (JPN)       |
| -------------- | ----------------- | ----------------- |
|                | (0–1) Jegyzőkönyv | Ógimi 27' Óno 73' |

| Millennium Stadion, Cardiff Nézőszám: 28 528 Játékvezető: Kirsi Heikkinen (finn) |

Elődöntő
| 2012. augusztus 6. 17:00 (18:00) |

| Franciaország (FRA) | 1–2               | Japán (JPN)              |
| ------------------- | ----------------- | ------------------------ |
| Le Sommer 76'       | (0–1) Jegyzőkönyv | Ógimi 32' Szakagucsi 49' |

| Wembley Stadion, London Nézőszám: 61 482 Játékvezető: Quetzalli Alvarado (mexikói) |

Döntő
| 2012. augusztus 9. 19:45 (20:45) |

| Egyesült Államok (USA) | 2–1               | Japán (JPN) |
| ---------------------- | ----------------- | ----------- |
| Lloyd 8' 54'           | (1–0) Jegyzőkönyv | Ógimi 63'   |

| Wembley Stadion, London Nézőszám: 80 203 Játékvezető: Bibiana Steinhaus (német) |

| Csapat      | Helyezés |
| ----------- | -------- |
| Japán (JPN) |          |

## Lovaglás
Díjlovaglás
| Versenyző     | Ló      | Versenyszám | 1. kör | 1. kör | 2. kör  | 2. kör  | Döntő     | Döntő   | Végeredmény | Végeredmény |
| Versenyző     | Ló      | Versenyszám | 1. kör | 1. kör | 2. kör  | 2. kör  | Technikai | Művészi | Végeredmény | Végeredmény |
| Versenyző     | Ló      | Versenyszám | Pont   | Hely.  | Pont    | Hely.   | Pont      | Pont    | Pont        | Helyezés    |
| ------------- | ------- | ----------- | ------ | ------ | ------- | ------- | --------- | ------- | ----------- | ----------- |
| Hokecu Hirosi | Whisper | Egyéni      | 68,739 | 41.    | kiesett | kiesett | kiesett   | kiesett | kiesett     | kiesett     |

Díjugratás
| Versenyző       | Ló      | Versenyszám | Selejtező | Selejtező | Selejtező | Selejtező | Selejtező | Selejtező | Selejtező | Selejtező | Döntő   | Döntő   | Döntő   | Végeredmény | Végeredmény |
| Versenyző       | Ló      | Versenyszám | 1. kör    | 1. kör    | 2. kör    | 2. kör    | 2. kör    | 3. kör    | 3. kör    | 3. kör    | 1. kör  | 1. kör  | 2. kör  | Végeredmény | Végeredmény |
| Versenyző       | Ló      | Versenyszám | Bünt.     | Hely.     | Bünt.     | Össz.     | Hely.     | Bünt.     | Össz.     | Hely.     | Bünt.   | Hely.   | Bünt.   | Bünt.       | Helyezés    |
| --------------- | ------- | ----------- | --------- | --------- | --------- | --------- | --------- | --------- | --------- | --------- | ------- | ------- | ------- | ----------- | ----------- |
| Szugitani Taizó | Avenzio | Egyéni      | 0         | 1.        | 4         | 4         | 17.       | 8         | 12        | 26.       | 14      | 33.     | kiesett | 14          | 33.         |
| Takeda Reiko    | Ari     | Egyéni      | 22        | 71.       | kiesett   | kiesett   | kiesett   | kiesett   | kiesett   | kiesett   | kiesett | kiesett | kiesett | 22          | 71.         |

Lovastusa
| Versenyző                                                             | Ló                 | Versenyszám | Díjlovaglás | Díjlovaglás | Tereplovaglás | Tereplovaglás | Tereplovaglás | Díjugratás | Díjugratás  | Díjugratás | Díjugratás | Végeredmény | Végeredmény |
| Versenyző                                                             | Ló                 | Versenyszám | Díjlovaglás | Díjlovaglás | Tereplovaglás | Tereplovaglás | Tereplovaglás | Selejtező  | Selejtező   | Selejtező  | Döntő      | Végeredmény | Végeredmény |
| Versenyző                                                             | Ló                 | Versenyszám | Bünt.       | Hely.       | Bünt.         | Bünt. össz.   | Hely.         | Bünt.      | Bünt. össz. | Hely.      | Bünt.      | Bünt.       | Helyezés    |
| --------------------------------------------------------------------- | ------------------ | ----------- | ----------- | ----------- | ------------- | ------------- | ------------- | ---------- | ----------- | ---------- | ---------- | ----------- | ----------- |
| Negisi Acusi                                                          | Pretty Darling     | Egyéni      | 50,40       | 33.         | 25,60         | 76,00         | 40.           | 12,00      | 88,00       | 39.        | kiesett    | 88,00       | 39.         |
| Óiva Josiaki                                                          | Noonday de Conde   | Egyéni      | 38,10       | 1.          | visszalépett  | visszalépett  | visszalépett  | kiesett    | kiesett     | kiesett    | kiesett    | kiesett     | kiesett     |
| Szató Kenki                                                           | Chippieh           | Egyéni      | 42,20       | 15.         | visszalépett  | visszalépett  | visszalépett  | kiesett    | kiesett     | kiesett    | kiesett    | kiesett     | kiesett     |
| Tanaka Tosijuki                                                       | Marquis De Plescop | Egyéni      | 55,00       | 52.         | 60,00         | 115,00        | 55.           | 4,00       | 119,00      | 48.        | kiesett    | 119,00      | 48.         |
| Jumira Takajuki                                                       | Latina             | Egyéni      | 58,50       | 58.         | visszalépett  | visszalépett  | visszalépett  | kiesett    | kiesett     | kiesett    | kiesett    | kiesett     | kiesett     |
| Negisi Acusi Óiva Josiaki Szató Kenki Tanaka Tosijuki Jumira Takajuki | lásd fentebb       | Csapat      | 130,70      | 6.          | 1060,30       | 1191,00       | 13.           | 16,00      | 1207,00     | 12.        | kiesett    | 1207,00     | 12.         |

## Műugrás
Női
| Versenyző    | Versenyszám        | Selejtező | Selejtező | Elődöntő | Elődöntő | Döntő   | Döntő    |
| Versenyző    | Versenyszám        | Pont      | Helyezés  | Pont     | Helyezés | Pont    | Helyezés |
| ------------ | ------------------ | --------- | --------- | -------- | -------- | ------- | -------- |
| Nakagava Mai | Egyéni toronyugrás | 327,65    | 8.        | 260,05   | 18.      | kiesett | kiesett  |

## Ökölvívás
Férfi
| Versenyző         | Versenyszám | Selejtező                     | Nyolcaddöntő                       | Negyeddöntő                   | Elődöntő                    | Döntő                            | Helyezés |
| Versenyző         | Versenyszám | Ellenfél Eredmény             | Ellenfél Eredmény                  | Ellenfél Eredmény             | Ellenfél Eredmény           | Ellenfél Eredmény                | Helyezés |
| ----------------- | ----------- | ----------------------------- | ---------------------------------- | ----------------------------- | --------------------------- | -------------------------------- | -------- |
| Szusza Kacuaki    | Légsúly     | Robeisy Ramirez (CUB) · 14–13 | kiesett                            | kiesett                       | kiesett                     | kiesett                          | 17.      |
| Simizu Szatosi    | Harmatsúly  | Isaac Dogboe (GHA) · 10–9     | Məhəmməd Əbdülhəmidov (AZE) · RSC1 | Mohamed Ouadahi (ALG) · 17–15 | Luke Campbell (GBR) · 11–20 | kiesett                          |          |
| Szuzuki Jaszuhiro | Váltósúly   | Mehdi Khalsi (MAR) · 14–13    | Szerik Szapijev (KAZ) · 25–11      | kiesett                       | kiesett                     | kiesett                          | 9.       |
| Murata Rjóta      | Középsúly   | erőnyerő                      | Abdelmalek Rahou (ALG) · 21–12     | Adem Kılıççı (TUR) · 17–13    | Abbos Atoyev (UZB) · 13–12  | Esquiva Florentino (BRA) · 14–13 |          |

RSC - a játékvezető megállította a mérkőzést
Jegyzet

1. Eredetileg az azeri ökölvívó pontozással nyert, azonban a japán versenyző a mérkőzést követően fellebbezett, mert a japán hat alkalommal küldte padlóra az azeri bokszolót, a türkmén mérkőzésvezető azonban egyszer sem számolt rá. A mérkőzés eredményét utólag megsemmisítették, és a japán versenyző jutott tovább.

## Öttusa
| Versenyző      | Versenyszám | Vívás    | Vívás | Vívás | Úszás   | Úszás | Úszás | Lovaglás | Lovaglás | Lovaglás | Lovaglás | Futás/Lövészet | Futás/Lövészet | Futás/Lövészet | Futás/Lövészet | Összesen    | Összesen |
| Versenyző      | Versenyszám | Eredmény | Pont  | Hely. | Idő     | Pont  | Hely. | Idő      | Hibapont | Pont     | Hely.    | Lövőhiba       | Idő            | Pont           | Hely.          | Összes pont | Helyezés |
| -------------- | ----------- | -------- | ----- | ----- | ------- | ----- | ----- | -------- | -------- | -------- | -------- | -------------- | -------------- | -------------- | -------------- | ----------- | -------- |
| Tomii Sinicsi  | Férfi       | 18–17    | 832   | 11.   | 2:01,19 | 1348  | 6.    | 88,57    | 112      | 1088     | 25.      | 15             | 11:19,03       | 2284           | 29.            | 5552        | 22.      |
| Jamanaka Sino  | Női         | 7–28     | 568   | 36.   | 2:30,36 | 996   | 35.   | 76,02    | 64       | 1136     | 15.      | 10             | 11:58,56       | 2128           | 8.             | 4828        | 30.      |
| Kuroszu Narumi | Női         | 8–27     | 592   | 35.   | 2:22,39 | 1092  | 28.   | 144,18   | 496      | 704      | 33.      | 7              | 13:52,94       | 1672           | 35.            | 4060        | 34.      |

## Röplabda

### Női
| Japán női röplabdacsapat-játékoskeret                                                      | Japán női röplabdacsapat-játékoskeret                                                                   |
| ------------------------------------------------------------------------------------------ | --- |
| - Araki Erika - Ebata Jukiko - Inoue Kaori - Kanó Maiko - Kimura Szaori - Nakamicsi Hitomi | - Ótomo-Jamamoto Ai - Szakoda Szaori - Szano Júko - Risa Sinnabe Risza - Takesita Josie - Jamagucsi Mai |

#### Eredmények
Csoportkör
A csoport
|                             |      | Mérkőzések | Mérkőzések | Szettek | Szettek | Szettek | Pontok | Pontok | Pontok |
| Csapat                      | Pont | Gy         | V          | Sz+     | Sz–     | SzA     | P+     | P–     | PA     |
| --------------------------- | ---- | ---------- | ---------- | ------- | ------- | ------- | ------ | ------ | ------ |
| Oroszország (RUS)           | 14   | 5          | 0          | 15      | 4       | 3,750   | 459    | 352    | 1,304  |
| Olaszország (ITA)           | 13   | 4          | 1          | 14      | 5       | 2,800   | 442    | 368    | 1,201  |
| Japán (JPN)                 | 9    | 3          | 2          | 11      | 6       | 1,833   | 401    | 335    | 1,197  |
| Dominikai Köztársaság (DOM) | 6    | 2          | 3          | 8       | 9       | 0,889   | 374    | 362    | 1,033  |
| Nagy-Britannia (GBR)        | 2    | 1          | 4          | 3       | 14      | 0,214   | 295    | 396    | 0,745  |
| Algéria (ALG)               | 1    | 0          | 5          | 2       | 15      | 0,133   | 252    | 410    | 0,615  |

| 2012. július 28. 9:30 (10:30) | Algéria (ALG)                    | 0–3 | Japán (JPN) | Earls Court Exhibition Centre, London Nézőszám: 13 000 Játékvezető: Karin Zahorcova (CZE), Jose Mercado (PUR) |
| 2012. július 28. 9:30 (10:30) | (15–25, 14–25, 7–25) Jegyzőkönyv |     |             | Earls Court Exhibition Centre, London Nézőszám: 13 000 Játékvezető: Karin Zahorcova (CZE), Jose Mercado (PUR) |

| 2012. július 30. 20:00 (21:00) | Olaszország (ITA)                        | 3–1 | Japán (JPN) | Earls Court Exhibition Centre, London Nézőszám: 13 000 Játékvezető: Jose Mercado (PUR), Patricia Salvatore (USA) |
| 2012. július 30. 20:00 (21:00) | (25–22, 25–21, 20–25, 25–22) Jegyzőkönyv |     |             | Earls Court Exhibition Centre, London Nézőszám: 13 000 Játékvezető: Jose Mercado (PUR), Patricia Salvatore (USA) |

| 2012. augusztus 1. 9:30 (10:30) | Dominikai Köztársaság (DOM)       | 0–3 | Japán (JPN) | Earls Court Exhibition Centre, London Nézőszám: 9000 Játékvezető: Karin Zahorcova (CZE), Georgios Karampetsos (GRE) |
| 2012. augusztus 1. 9:30 (10:30) | (20–25, 19–25, 23–25) Jegyzőkönyv |     |             | Earls Court Exhibition Centre, London Nézőszám: 9000 Játékvezető: Karin Zahorcova (CZE), Georgios Karampetsos (GRE) |

| 2012. augusztus 3. 11:30 (12:30) | Japán (JPN)                              | 1–3 | Oroszország (RUS) | Earls Court Exhibition Centre, London Nézőszám: 10 000 Játékvezető: Jose Mercado (PUR), Zorica Bjelić (SRB) |
| 2012. augusztus 3. 11:30 (12:30) | (25–27, 17–25, 25–20, 19–25) Jegyzőkönyv |     |                   | Earls Court Exhibition Centre, London Nézőszám: 10 000 Játékvezető: Jose Mercado (PUR), Zorica Bjelić (SRB) |

| 2012. augusztus 5. 14:45 (15:45) | Nagy-Britannia (GBR)              | 0–3 | Japán (JPN) | Earls Court Exhibition Centre, London Nézőszám: 14 000 Játékvezető: Michael Davidson (CAN), Mohamed Shaaban (EGY) |
| 2012. augusztus 5. 14:45 (15:45) | (19–25, 14–25, 12–25) Jegyzőkönyv |     |             | Earls Court Exhibition Centre, London Nézőszám: 14 000 Játékvezető: Michael Davidson (CAN), Mohamed Shaaban (EGY) |

Negyeddöntő
| 2012. augusztus 7. 13:00 (14:00) | Japán (JPN)                                     | 3–2 | Kína (CHN) | Earls Court Exhibition Centre, London Nézőszám: 12 000 Játékvezető: Susana Rodriguez (ESP), Zorica Bjelić (SRB) |
| 2012. augusztus 7. 13:00 (14:00) | (28–26, 23–25, 25–23, 23–25, 18–16) Jegyzőkönyv |     |            | Earls Court Exhibition Centre, London Nézőszám: 12 000 Játékvezető: Susana Rodriguez (ESP), Zorica Bjelić (SRB) |

Elődöntő
| 2012. augusztus 9. 19:30 (20:30) | Brazília (BRA)                    | 3–0 | Japán (JPN) | Earls Court Exhibition Centre, London Nézőszám: 13 500 Játékvezető: Simone Santi (ITA), Mohamed Shaaban (EGY) |
| 2012. augusztus 9. 19:30 (20:30) | (25–18, 25–15, 25–18) Jegyzőkönyv |     |             | Earls Court Exhibition Centre, London Nézőszám: 13 500 Játékvezető: Simone Santi (ITA), Mohamed Shaaban (EGY) |

Bronzmérkőzés
| 2012. augusztus 11. 11:30 (12:30) | Japán (JPN)                       | 3–0 | Dél-Korea (KOR) | Earls Court Exhibition Centre, London Nézőszám: 13 500 Játékvezető: Susana Rodriguez (ESP), Jose Mercado (PUR) |
| 2012. augusztus 11. 11:30 (12:30) | (25–22, 26–24, 25–21) Jegyzőkönyv |     |                 | Earls Court Exhibition Centre, London Nézőszám: 13 500 Játékvezető: Susana Rodriguez (ESP), Jose Mercado (PUR) |

| Csapat      | Helyezés |
| ----------- | -------- |
| Japán (JPN) |          |

### Strandröplabda

#### Férfi
| Versenyző                        | Csoportkör | Csoportkör | 16 közé jutásért  | Nyolcaddöntő      | Negyeddöntő       | Elődöntő          | Döntő             | Helyezés |
| Versenyző                        | Ellenfél Eredmény | Hely.      | Ellenfél Eredmény | Ellenfél Eredmény | Ellenfél Eredmény | Ellenfél Eredmény | Ellenfél Eredmény | Helyezés |
| -------------------------------- | --- | ---------- | ----------------- | ----------------- | ----------------- | ----------------- | ----------------- | -------- |
| Aszahi Kentaró Siratori Kacuhiro | B csoport · Egyesült Államok (USA) · Phil Dalhausser · Todd Rogers · 15–21, 16–21 · Csehország (CZE) · Petr Beneš · Přemysl Kubala · 21–17, 12–21, 7–15 · Spanyolország (ESP) · Adrián Gavira · Pablo Herrera · 19–21, 20–22 | 3.         | kiesett           | kiesett           | kiesett           | kiesett           | kiesett           | 19.      |

## Sportlövészet
Férfi
| Versenyző       | Versenyszám           | Selejtező | Selejtező | Döntő   | Döntő    |
| Versenyző       | Versenyszám           | Pont      | Helyezés  | Pont    | Helyezés |
| --------------- | --------------------- | --------- | --------- | ------- | -------- |
| Macuda Tomojuki | Légpisztoly           | 581       | 13.       | kiesett | kiesett  |
| Macuda Tomojuki | Szabadpisztoly        | 559       | 11.       | kiesett | kiesett  |
| Jadzsima Midori | Légpuska              | 589       | 38.       | kiesett | kiesett  |
| Jadzsima Midori | Sportpuska, fekvő     | 590       | 33.       | kiesett | kiesett  |
| Jadzsima Midori | Sportpuska, összetett | 1148      | 39.       | kiesett | kiesett  |

Női
| Versenyző      | Versenyszám   | Selejtező | Selejtező | Döntő   | Döntő    |
| Versenyző      | Versenyszám   | Pont      | Helyezés  | Pont    | Helyezés |
| -------------- | ------------- | --------- | --------- | ------- | -------- |
| Konisi Jukari  | Légpisztoly   | 377       | 31.       | kiesett | kiesett  |
| Konisi Jukari  | Sportpisztoly | 574       | 31.       | kiesett | kiesett  |
| Nakajama Jukie | Trap          | 65        | 15.       | kiesett | kiesett  |

## Súlyemelés
Férfi
| Versenyző   | Versenyszám | Szakítás | Szakítás | Lökés    | Lökés    | Összesen | Helyezés |
| Versenyző   | Versenyszám | Eredmény | Helyezés | Eredmény | Helyezés | Összesen | Helyezés |
| ----------- | ----------- | -------- | -------- | -------- | -------- | -------- | -------- |
| Ota Kazuomi | +105 kg     | 185      | 13.      | 215      | 13.      | 400      | 13.      |

Női
| Versenyző       | Versenyszám | Szakítás | Szakítás | Lökés    | Lökés    | Összesen | Helyezés |
| Versenyző       | Versenyszám | Eredmény | Helyezés | Eredmény | Helyezés | Összesen | Helyezés |
| --------------- | ----------- | -------- | -------- | -------- | -------- | -------- | -------- |
| Mijake Hiromi   | 48 kg       | 87       | 2.       | 110      | 3.       | 197      |          |
| Mizuocsi Honami | 48 kg       | 80       | 6.       | 96       | 8.       | 176      | 6.       |
| Jagi Kanae      | 53 kg       | 82       | 13.      | 109      | 8.       | 191      | 13.      |
| Simamoto Mami   | +75 kg      | 110      | 10.      | 143      | 8.       | 253      | 9.       |

## Szinkronúszás
| Versenyző | Versenyszám | Technikai gyakorlat | Technikai gyakorlat | Selejtező        | Selejtező        | Selejtező  | Selejtező  | Döntő            | Döntő            | Döntő      | Döntő      | Helyezés |
| Versenyző | Versenyszám | Technikai gyakorlat | Technikai gyakorlat | Szabad gyakorlat | Szabad gyakorlat | Összesítés | Összesítés | Szabad gyakorlat | Szabad gyakorlat | Összesítés | Összesítés | Helyezés |
| Versenyző | Versenyszám | Pont                | Hely.               | Pont             | Hely.            | Pont       | Hely.      | Pont             | Hely.            | Pont       | Hely.      | Helyezés |
| --- | ----------- | ------------------- | ------------------- | ---------------- | ---------------- | ---------- | ---------- | ---------------- | ---------------- | ---------- | ---------- | -------- |
| Inui Jukiko Kobajasi Csisza                                                                                               | Páros       | 93,200              | 5.                  | 93,200           | 5.               | 186,400    | 5.         | 93,540           | 5.               | 186,740    | 5.         | 5.       |
| Adacsi Jumi Hakojama Aika Inui Jukiko Itojama Majo Kobajasi Csisza Micui Riszako Szakai Mariko Josida Kurumi Nakamura Mai | Csapat      | 93,800              | 5.                  |                  |                  |            |            | 93,830           | 5.               | 187,630    | 5.         | 5.       |

## Taekwondo
Női
| Versenyző       | Versenyszám | Nyolcaddöntő                | Negyeddöntő             | Elődöntő          | Vigaszág elődöntő             | Bronz- mérkőzés              | Döntő             | Helyezés |
| Versenyző       | Versenyszám | Ellenfél Eredmény           | Ellenfél Eredmény       | Ellenfél Eredmény | Ellenfél Eredmény             | Ellenfél Eredmény            | Ellenfél Eredmény | Helyezés |
| --------------- | ----------- | --------------------------- | ----------------------- | ----------------- | ----------------------------- | ---------------------------- | ----------------- | -------- |
| Kaszahara Erika | Légsúly     | Theresa Tona (PNG) · 12–0   | Wu Jingyu (CHN) · 0–14  |                   | Elizabeth Zamora (GUA) · 2–6  | kiesett                      |                   | 7.       |
| Hamada Maju     | Pehelysúly  | Ana Zaninović (CRO) · 14–11 | Jade Jones (GBR) · 3–13 |                   | Dragana Gladović (SRB) · 15–2 | Marlène Harnois (FRA) · 8–12 |                   | 5.       |

## Tenisz
Férfi
| Versenyző              | Versenyszám | 64-es főtábla                                   | 32-es főtábla                                                         | Nyolcaddöntő                       | Negyeddöntő                                 | Elődöntő          | Bronz- mérkőzés   | Döntő             | Helyezés |
| Versenyző              | Versenyszám | Ellenfél Eredmény                               | Ellenfél Eredmény                                                     | Ellenfél Eredmény                  | Ellenfél Eredmény                           | Ellenfél Eredmény | Ellenfél Eredmény | Ellenfél Eredmény | Helyezés |
| ---------------------- | ----------- | ----------------------------------------------- | --------------------------------------------------------------------- | ---------------------------------- | ------------------------------------------- | ----------------- | ----------------- | ----------------- | -------- |
| Nisikori Kei           | Egyes       | Bernard Tomic (AUS) · 7–6, 7–6                  | Nyikolaj Davigyenko (RUS) · 4–6, 6–4, 6–1                             | David Ferrer (ESP) · 6–0, 3–6, 6–4 | Juan Martín del Potro (ARG) · 4–6, 6–7(4–7) | kiesett           | kiesett           | kiesett           | 5.       |
| Szoeda Gó              | Egyes       | Márkosz Pagdatísz (CYP) · 7–6(8–6) 6–7(5–7) 2–6 | kiesett                                                               | kiesett                            | kiesett                                     | kiesett           | kiesett           | kiesett           | 33.      |
| Itó Tacuma             | Egyes       | Miloš Raonić (CAN) · 3–6, 4–6                   | kiesett                                                               | kiesett                            | kiesett                                     | kiesett           | kiesett           | kiesett           | 33.      |
| Nisikori Kei Szoeda Gó | Páros       |                                                 | Svájc (SUI) · Roger Federer · Stanislas Wawrinka · 7–6(7–5), 4–6, 4–6 | kiesett                            | kiesett                                     | kiesett           | kiesett           | kiesett           | 17.      |

## Tollaslabda
| Versenyző                     | Versenyszám  | Csoportkör | Csoportkör | Nyolcaddöntő                      | Negyeddöntő                                                            | Elődöntő                                                           | Bronz- mérkőzés   | Döntő                                               | Helyezés |
| Versenyző                     | Versenyszám  | Ellenfél Eredmény | Hely.      | Ellenfél Eredmény                 | Ellenfél Eredmény                                                      | Ellenfél Eredmény                                                  | Ellenfél Eredmény | Ellenfél Eredmény                                   | Helyezés |
| ----------------------------- | ------------ | --- | ---------- | --------------------------------- | ---------------------------------------------------------------------- | ------------------------------------------------------------------ | ----------------- | --------------------------------------------------- | -------- |
| Szaszaki Só                   | Férfi egyes  | N csoport · Virgil Soeroredjo (SUR) · 21–12, 21–7 | 1.         | Kevin Cordón (GUA) · 23–21, 21–10 | Lin Dan (CHN) · 12–21, 21–16, 16–21                                    | kiesett                                                            | kiesett           | kiesett                                             | 5.       |
| Tago Kenicsi                  | Férfi egyes  | C csoport · Niluka Karunaratne (SRI) · 18–21, 16–21 | 2.         | kiesett                           | kiesett                                                                | kiesett                                                            | kiesett           | kiesett                                             | 17.      |
| Kavamae Naoki Szató Sódzsi    | Férfi páros  | D csoport · Malajzia (MAS) · Koo Kien Keat · Tan Boon Heong · 12–21, 14–21 · Dél-Korea (KOR) · Csong Dzseszong · I Jongde · 21–16, 21–15 · Egyesült Államok (USA) · Howard Bach · Tony Gunawan · 21–15, 21–15                   | 3.         |                                   | kiesett                                                                | kiesett                                                            | kiesett           | kiesett                                             | 9.       |
| Szató Szajaka                 | Női egyes    | H csoport · Susan Egelstaff (GBR) · 18–21, 21–16, 21–12 · Maja Tvrdy (SLO) · 22–20, 21–18 | 1.         | Tine Baun (DEN) · 15–14 (feladta) | kiesett                                                                | kiesett                                                            | kiesett           | kiesett                                             | 9.       |
| Fudzsii Mizuki Kakiiva Reika  | Női páros    | B csoport · India (IND) · Dzsvála Gutta · Ásvini Ponnappa · 21–16, 21–18 · Tajvan (TPE) · Cheng Wen-hsing · Chien Yu-chin · 19–21, 11–21 · Szingapúr (SIN) · Shinta Mulia Sari · Yao Lei · 16–21, 21–10, 21–19                  | 2.         |                                   | Dánia (DEN) · Kamilla Rytter Juhl · Christinna Pedersen · 22–20, 21–10 | Kanada (CAN) · Alexandra Bruce · Michelle Li · 21–12, 19–21, 21–13 |                   | Kína (CHN) · Tian Qing · Zhao Yunlei · 10–21, 23–25 |          |
| Maeda Mijuki Szuecuna Szatoko | Női páros    | D csoport · Kína (CHN) · Tian Qing · Zhao Yunlei · 16–21, 17–21 Hongkong (HKG) · Poon Lok Yan · Tse Ying Suet · 21–15, 21–19 Dánia (DEN) · Christinna Pedersen · Kamilla Rytter Juhl · 18–21, 21–14, 21–18                      | 3.         |                                   | kiesett                                                                | kiesett                                                            | kiesett           | kiesett                                             | 8.       |
| Ikeda Sintaró Siota Reiko     | Vegyes páros | B csoport · Dánia (DEN) · Joachim Fischer Nielsen · Christinna Pedersen · 11–21, 10–21 · Lengyelország (POL) · Robert Mateusiak · Nadieżda Kostiuczyk · 18–21, 20–22 · Kanada (CAN) · Toby Ng · Grace Gao · 21–10, 11–21, 21–15 | 3.         |                                   | kiesett                                                                | kiesett                                                            | kiesett           | kiesett                                             | 9.       |

## Torna
Férfi
| Versenyző                                                                 | Versenyszám      | Selejtező | Selejtező | Döntő    | Döntő    |
| Versenyző                                                                 | Versenyszám      | Pontszám  | Helyezés  | Pontszám | Helyezés |
| ------------------------------------------------------------------------- | ---------------- | --------- | --------- | -------- | -------- |
| Ucsimura Kóhei                                                            | Talaj            | 15,766    | 2.        | 15,800   |          |
| Ucsimura Kóhei                                                            | Ugrás            | 16,033    |           | kiesett  | kiesett  |
| Ucsimura Kóhei                                                            | Korlát           | 15,533    | 5.        | kiesett  | kiesett  |
| Ucsimura Kóhei                                                            | Nyújtó           | 15,000    | 16.       | kiesett  | kiesett  |
| Ucsimura Kóhei                                                            | Gyűrű            | 14,966    | 19.       | kiesett  | kiesett  |
| Ucsimura Kóhei                                                            | Lólengés         | 12,466    | 60.       | kiesett  | kiesett  |
| Ucsimura Kóhei                                                            | Egyéni összetett | 89,764    | 9.        | 92,690   |          |
| Tanaka Kazuhito                                                           | Talaj            | 13,666    | 61.       | kiesett  | kiesett  |
| Tanaka Kazuhito                                                           | Ugrás            | 15,750    |           | kiesett  | kiesett  |
| Tanaka Kazuhito                                                           | Korlát           | 15,725    | 2.        | 15,500   | 4.       |
| Tanaka Kazuhito                                                           | Nyújtó           | 14,400    | 30.       | kiesett  | kiesett  |
| Tanaka Kazuhito                                                           | Gyűrű            | 15,100    | 11.       | kiesett  | kiesett  |
| Tanaka Kazuhito                                                           | Lólengés         | 12,200    | 62.       | kiesett  | kiesett  |
| Tanaka Kazuhito                                                           | Egyéni összetett | 86,841    | 22.       | 89,407   | 6.       |
| Jamamuro Kódzsi                                                           | Talaj            | 14,433    | 41.       | kiesett  | kiesett  |
| Jamamuro Kódzsi                                                           | Ugrás            | 14,266    | 17.       | kiesett  | kiesett  |
| Jamamuro Kódzsi                                                           | Korlát           | 14,200    | 50.       | kiesett  | kiesett  |
| Jamamuro Kódzsi                                                           | Nyújtó           | 14,366    | 32.       | kiesett  | kiesett  |
| Jamamuro Kódzsi                                                           | Gyűrű            | 14,900    | 23.       | kiesett  | kiesett  |
| Jamamuro Kódzsi                                                           | Lólengés         | 14,400    | 15.       | kiesett  | kiesett  |
| Jamamuro Kódzsi                                                           | Egyéni összetett | 87,632    | 18.       | kiesett  | kiesett  |
| Kató Rjóhei                                                               | Talaj            | 15,433    | 9.        | kiesett  | kiesett  |
| Kató Rjóhei                                                               | Lólengés         | 14,333    | 21.*      | kiesett  | kiesett  |
| Tanaka Júszuke                                                            | Korlát           | 15,866    | 1.        | 15,100   | 8.       |
| Tanaka Júszuke                                                            | Nyújtó           | 14,200    | 36.       | kiesett  | kiesett  |
| Tanaka Júszuke                                                            | Gyűrű            | 15,033    | 17.       | kiesett  | kiesett  |
| Kató Rjóhei Tanaka Kazuhito Tanaka Júszuke Ucsimura Kóhei Jamamuro Kódzsi | Csapat összetett | 270,503   | 5.        | 271,952  |          |

Női
| Versenyző                                                    | Versenyszám      | Selejtező | Selejtező | Döntő    | Döntő    |
| Versenyző                                                    | Versenyszám      | Pontszám  | Helyezés  | Pontszám | Helyezés |
| ------------------------------------------------------------ | ---------------- | --------- | --------- | -------- | -------- |
| Teramoto Aszuka                                              | Talaj            | 14,233    | 12.       | kiesett  | kiesett  |
| Teramoto Aszuka                                              | Ugrás            | 14,600    |           | kiesett  | kiesett  |
| Teramoto Aszuka                                              | Felemás korlát   | 14,566    | 15.       | kiesett  | kiesett  |
| Teramoto Aszuka                                              | Gerenda          | 14,466    | 15.       | kiesett  | kiesett  |
| Teramoto Aszuka                                              | Egyéni összetett | 57,865    | 8.        | 57,332   | 11.      |
| Tanaka Rie                                                   | Talaj            | 13,300    | 46.       | kiesett  | kiesett  |
| Tanaka Rie                                                   | Ugrás            | 13,000    |           | kiesett  | kiesett  |
| Tanaka Rie                                                   | Felemás korlát   | 14,633    | 14.       | kiesett  | kiesett  |
| Tanaka Rie                                                   | Gerenda          | 13,400    | 36.       | kiesett  | kiesett  |
| Tanaka Rie                                                   | Egyéni összetett | 54,333    | 27.       | 55,632   | 16.      |
| Sintake Júko                                                 | Talaj            | 13,633    | 36.       | kiesett  | kiesett  |
| Sintake Júko                                                 | Gerenda          | 14,166    | 22.       | kiesett  | kiesett  |
| Minobe Jú                                                    | Talaj            | 12,966    | 57.       | kiesett  | kiesett  |
| Minobe Jú                                                    | Felemás korlát   | 13,066    | 53.       | kiesett  | kiesett  |
| Minobe Jú                                                    | Gerenda          | 14,133    | 24.       | kiesett  | kiesett  |
| Curumi Kóko                                                  | Felemás korlát   | 15,033    | 9.        | 14,966   | 7.       |
| Minobe Jú Sintake Júko Tanaka RieTeramoto Aszuka Curumi Kóko | Csapat összetett | 170,196   | 6.        | 166,646  | 8.       |

* - egy másik versenyzővel azonos eredményt ért el

### Ritmikus gimnasztika
| Versenyző                                                                              | Versenyszám | Selejtező | Selejtező | Selejtező            | Selejtező            | Selejtező | Selejtező | Döntő   | Döntő   | Döntő                | Döntő                | Döntő    | Döntő    | Helyezés |
| Versenyző                                                                              | Versenyszám | 5 labda   | 5 labda   | 3 szalag és 2 karika | 3 szalag és 2 karika | Összesen  | Összesen  | 5 labda | 5 labda | 3 szalag és 2 karika | 3 szalag és 2 karika | Összesen | Összesen | Helyezés |
| Versenyző                                                                              | Versenyszám | Pont      | Hely.     | Pont                 | Hely.                | Pont      | Hely.     | Pont    | Hely.   | Pont                 | Hely.                | Pont     | Hely.    | Helyezés |
| -------------------------------------------------------------------------------------- | ----------- | --------- | --------- | -------------------- | -------------------- | --------- | --------- | ------- | ------- | -------------------- | -------------------- | -------- | -------- | -------- |
| Fukasze Nacuki Hatakejama Airi Macubara Rie Miura Rina Szaíd-Jokota Nina Tanaka Kotono | Csapat      | 26,725    | 7.        | 26,300               | 8.                   | 53,025    | 8.        | 27,000  | 7.      | 27,100               | 6.                   | 54,100   | 7.       | 7.       |

### Trambulin
| Versenyző        | Versenyszám | Selejtező | Selejtező | Döntő    | Döntő    |
| Versenyző        | Versenyszám | Pontszám  | Helyezés  | Pontszám | Helyezés |
| ---------------- | ----------- | --------- | --------- | -------- | -------- |
| Itó Maszaki      | Férfi       | 109,810   | 4.        | 60,895   | 4.       |
| Uejama Jaszuhiro | Férfi       | 109,809   | 5.        | 60,240   | 5.       |
| Kisi Ajano       | Női         | 97,985    | 14.       | kiesett  | kiesett  |

## Triatlon
| Versenyző       | Versenyszám | 1,5 km úszás | Depózás 1 | 40 km kerékpározás | Depózás 2 | 10 km futás | Összesítés | Összesítés |
| Versenyző       | Versenyszám | Idő          | Idő       | Idő                | Idő       | Idő         | Idő        | Helyezés   |
| --------------- | ----------- | ------------ | --------- | ------------------ | --------- | ----------- | ---------- | ---------- |
| Hoszoda Júicsi  | Férfi       | 18:06        | 0:43      | 59:37              | 0:31      | 32:43       | 1:51:40    | 43.        |
| Tajama Hirokacu | Férfi       | 17:24        | 0:44      | 58:45              | 0:34      | 31:57       | 1:49:24    | 20.        |
| Adacsi Mariko   | Női         | 18:25        | 0:44      | 1:06:29            | 0:35      | 35:51       | 2:02:04    | 14.        |
| Ide Juri        | Női         | 19:46        | 0:43      | 1:06:56            | 0:35      | 36:43       | 2:04:43    | 34.        |
| Ueda Ai         | Női         | 20:48        | 0:45      | 1:09:42            | 0:31      | 34:48       | 2:06:34    | 39.        |

## Úszás
Férfi
| Versenyző                                                     | Versenyszám            | Előfutam | Előfutam | Előfutam | Elődöntő | Elődöntő | Elődöntő | Döntő     | Döntő    |
| Versenyző                                                     | Versenyszám            | Idő      | Hely.    | Össz.    | Idő      | Hely.    | Össz.    | Idő       | Helyezés |
| ------------------------------------------------------------- | ---------------------- | -------- | -------- | -------- | -------- | -------- | -------- | --------- | -------- |
| Kobori Júki Szotodate Só Isibasi Csiaki Horihata Júja         | 4 × 200 m gyorsváltó   | 7:11,74  | 5.       | 9.       |          |          |          | kiesett   | kiesett  |
| Irie Rjószuke                                                 | 100 m hát              | 53,56    | 3.       | 5.       | 53,29    | 2.       | 4.       | 52,97     |          |
| Irie Rjószuke                                                 | 200 m hát              | 1:56,81  | 1.       | 4.       | 1:55,68  | 2.       | 4.       | 1:53,78   |          |
| Vatanabe Kazuki                                               | 200 m hát              | 1:58,17  | 5.       | 13.      | 1:56,81  | 3.       | 6.       | 1:57,03   | 6.       |
| Kitadzsima Kószuke                                            | 200 m mell             | 2:09,43  | 2.       | 5.       | 2:09,03  | 4.       | 5.       | 2:08,35   | 4.       |
| Kitadzsima Kószuke                                            | 100 m mell             | 59,63    | 2.       | 2.       | 59,69    | 4.       | 6.       | 59,79     | 5.       |
| Tateisi Rjó                                                   | 100 m mell             | 59,86    | 4.       | 8.       | 59,93    | 7.       | 10.      | kiesett   | kiesett  |
| Tateisi Rjó                                                   | 200 m mell             | 2:09,37  | 1.       | 4.       | 2:09,13  | 3.       | 7.       | 2:08,29   |          |
| Fudzsii Takuró                                                | 100 m pillangó         | 52,49    | 6.       | 21.      | kiesett  | kiesett  | kiesett  | kiesett   | kiesett  |
| Macuda Takesi                                                 | 100 m pillangó         | 52,36    | 7.       | 16.*     | kiesett  | kiesett  | kiesett  | kiesett   | kiesett  |
| Macuda Takesi                                                 | 200 m pillangó         | 1:55,81  | 1.       | 8.       | 1:54,25  | 1.       | 1.       | 1:53,21   |          |
| Kaneda Kazuja                                                 | 200 m pillangó         | 1:55,70  | 4.       | 7.       | 1:55,56  | 6.       | 10.      | kiesett   | kiesett  |
| Hagino Kószuke                                                | 200 m vegyes           | 1:58,22  | 1.       | 3.       | 1:57,95  | 3.       | 5.       | 1:57,35   | 5.       |
| Takakuva Ken                                                  | 200 m vegyes           | 1:58,82  | 4.       | 9.       | 1:58,31  | 4.       | 6.       | 1:58,53   | 6.       |
| Hagino Kószuke                                                | 400 m vegyes           | 4:10,01  | 1.       | 1.       |          |          |          | 4:08,94   |          |
| Horihata Júja                                                 | 400 m vegyes           | 4:13,09  | 5.       | 7.       |          |          |          | 4:13,30   | 6.       |
| Irie Rjószuke Kitadzsima Kószuke Macuda Takesi Fudzsii Takuró | 4 × 100 m vegyes váltó | 3:33,64  | 2.       | 3.       |          |          |          | 3:31,26   |          |
| Hirai Jaszunari                                               | 10 km nyílt vízi       |          |          |          |          |          |          | 1:51:20,1 | 15.      |

Női
| Versenyző                                          | Versenyszám            | Előfutam | Előfutam | Előfutam | Elődöntő | Elődöntő | Elődöntő | Döntő     | Döntő    |
| Versenyző                                          | Versenyszám            | Idő      | Hely.    | Össz.    | Idő      | Hely.    | Össz.    | Idő       | Helyezés |
| -------------------------------------------------- | ---------------------- | -------- | -------- | -------- | -------- | -------- | -------- | --------- | -------- |
| Macumoto Jajoi                                     | 50 m gyors             | 25,73    | 8.       | 35.      | kiesett  | kiesett  | kiesett  | kiesett   | kiesett  |
| Ueda Haruka                                        | 100 m gyors            | 54,35    | 5.       | 12.      | 54,59    | 8.       | 16.      | kiesett   | kiesett  |
| Itó Hanae                                          | 200 m gyors            | 1:58,93  | 5.       | 15.      | 1:59,62  | 8.       | 16.      | kiesett   | kiesett  |
| Takano Aja                                         | 400 m gyors            | 4:12,33  | 3.       | 26.      |          |          |          | kiesett   | kiesett  |
| Ueda Haruka Macumoto Jajoi Ucsida Miki Itó Hanae   | 4 × 100 m gyorsváltó   | 3:38,06  | 3.       | 5.       |          |          |          | 3:37,96   | 7.       |
| Ueda Haruka Itó Hanae Macumoto Jajoi Takano Aja    | 4 × 200 m gyorsváltó   | 7:54,56  | 5.       | 8.       |          |          |          | 7:56,73   | 8.       |
| Terakava Aja                                       | 100 m hát              | 59,82    | 3.       | 4.       | 59,34    | 2.       | 10.      | 58,83     | 4.       |
| Macusima Mina                                      | 100 m mell             | 1:07,69  | 5.       | 14.      | 1:08,26  | 8.       | 16.      | kiesett   | kiesett  |
| Szuzuki Szatomi                                    | 100 m mell             | 1:07,08  | 2.       | 6.       | 1:07,10  | 3.       | 7.       | 1:06,46   |          |
| Szuzuki Szatomi                                    | 200 m mell             | 2:23,22  | 1.       | 3.       | 2:22,40  | 2.       | 3.       | 2:20,72   |          |
| Vatanabe Kanako                                    | 200 m mell             | 2:26,38  | 2.       | 12.      | 2:27,32  | 7.       | 14.      | kiesett   | kiesett  |
| Kató Juka                                          | 100 m pillangó         | 58,72    | 5.       | 15.      | 58,26    | 5.       | 11.      | kiesett   | kiesett  |
| Hosi Nacumi                                        | 100 m pillangó         | 59,06    | 8.       | 23.      | kiesett  | kiesett  | kiesett  | kiesett   | kiesett  |
| Hosi Nacumi                                        | 200 m pillangó         | 2:08,04  | 1.       | 6.       | 2:06,37  | 2.       | 3.       | 2:05,48   |          |
| Kató Izumi                                         | 200 m vegyes           | 2:13,85  | 5.       | 14.      | 2:14,47  | 7.       | 14.      | kiesett   | kiesett  |
| Ócuka Miju                                         | 200 m hát              | 2:11,65  | 2.       | 21.      | kiesett  | kiesett  | kiesett  | kiesett   | kiesett  |
| Ócuka Miju                                         | 400 m vegyes           | 4:39,13  | 4.       | 12.      |          |          |          | kiesett   | kiesett  |
| Takahasi Miho                                      | 400 m vegyes           | 4:45,10  | 6.       | 20.      |          |          |          | kiesett   | kiesett  |
| Terakava Aja Szuzuki Szatomi Kató Juka Ueda Haruka | 4 × 100 m vegyes váltó | 3:57,87  | 2.       | 2.       |          |          |          | 3:55,73   |          |
| Kida Jumi                                          | 10 km nyílt vízi       |          |          |          |          |          |          | 1:58:59,1 | 13.      |

* - egy másik versenyzővel azonos eredményt ért el

## Vitorlázás
Férfi
| Versenyző                     | Versenyszám        | Futam | Futam | Futam | Futam | Futam | Futam | Futam | Futam | Futam | Futam | Futam | Futam | Futam | Futam | Futam | Futam   | Pontszám | Helyezés |
| Versenyző                     | Versenyszám        | 1     | 2     | 3     | 4     | 5     | 6     | 7     | 8     | 9     | 10    | 11    | 12    | 13    | 14    | 15    | É       | Pontszám | Helyezés |
| ----------------------------- | ------------------ | ----- | ----- | ----- | ----- | ----- | ----- | ----- | ----- | ----- | ----- | ----- | ----- | ----- | ----- | ----- | ------- | -------- | -------- |
| Tomizava Makoto               | Szörfvitorlázás    | 25    | 25    | 25    | 29    | 24    | 26    | (34)  | 30    | 21    | 4     |       |       |       |       |       | kiesett | 209      | 28.      |
| Harada Rjúnoszuke Josida Júgo | 470-es osztály     | 19    | 12    | (25)  | 12    | 7     | 11    | 21    | 17    | 17    | 15    |       |       |       |       |       | kiesett | 131      | 18.      |
| Makino Jukio Takahasi Kendzsi | Könnyű 49-es dingi | 16    | 13    | 17    | 14    | (18)  | 11    | 18    | 16    | 18    | 18    | 14    | 15    | 6     | 2     | 10    | kiesett | 188      | 18.      |

Női
| Versenyző              | Versenyszám     | Futam | Futam | Futam | Futam | Futam | Futam | Futam | Futam | Futam | Futam | Futam   | Pontszám | Helyezés |
| Versenyző              | Versenyszám     | 1     | 2     | 3     | 4     | 5     | 6     | 7     | 8     | 9     | 10    | É       | Pontszám | Helyezés |
| ---------------------- | --------------- | ----- | ----- | ----- | ----- | ----- | ----- | ----- | ----- | ----- | ----- | ------- | -------- | -------- |
| Szunaga Juki           | Szörfvitorlázás | 19    | 23    | 22    | 22    | 22    | (24)  | 22    | 20    | 18    | 12    | kiesett | 180      | 21.      |
| Doi Manami             | Laser radial    | 29    | 32    | 31    | 27    | 26    | (36)  | 30    | 22    | 27    | 29    | kiesett | 253      | 31.      |
| Kondó Ai Tabata Vakako | 470-es osztály  | 9     | 4     | 17    | 20    | 11    | 9     | 13    | (21*) | 13    | 8     | kiesett | 103      | 14.      |

* - kizárták

## Vívás
Férfi
| Versenyző                                       | Versenyszám | Selejtező         | 32-es főtábla                   | Nyolcaddöntő                 | Negyeddöntő                                           | Elődöntő                                                                            | Bronz- mérkőzés                                                             | Döntő             | Helyezés |
| Versenyző                                       | Versenyszám | Ellenfél Eredmény | Ellenfél Eredmény               | Ellenfél Eredmény            | Ellenfél Eredmény                                     | Ellenfél Eredmény                                                                   | Ellenfél Eredmény                                                           | Ellenfél Eredmény | Helyezés |
| ----------------------------------------------- | ----------- | ----------------- | ------------------------------- | ---------------------------- | ----------------------------------------------------- | ----------------------------------------------------------------------------------- | --------------------------------------------------------------------------- | ----------------- | -------- |
| Óta Júki                                        | Tőr, egyéni | erőnyerő          | Benjamin Kleibrink (GER) · 15–5 | Andrea Cassarà (ITA) · 14–15 | kiesett                                               | kiesett                                                                             | kiesett                                                                     | kiesett           | 14.      |
| Csida Kenta                                     | Tőr, egyéni | erőnyerő          | Victor Sintes (FRA) · 11–15     | kiesett                      | kiesett                                               | kiesett                                                                             | kiesett                                                                     | kiesett           | 24.      |
| Mijake Rjó                                      | Tőr, egyéni | erőnyerő          | Andrea Baldini (ITA) · 6–15     | kiesett                      | kiesett                                               | kiesett                                                                             | kiesett                                                                     | kiesett           | 20.      |
| Óta Júki Csida Kenta Avadzsi Szuguru Mijake Rjó | Tőr, csapat |                   |                                 |                              | Kína (CHN) · Lej Seng · Csu Csün · Ma Jianfei · 45–30 | Németország (GER) · Sebastian Bachmann · Peter Joppich · Benjamin Kleibrink · 41–40 | Olaszország (ITA) · Giorgio Avola · Andrea Baldini · Andrea Cassarà · 39–45 |                   |          |

Női
| Versenyző                                                | Versenyszám       | Selejtező                  | 32-es főtábla                   | Nyolcaddöntő                    | Negyeddöntő                                                                          | Elődöntő | Bronz- mérkőzés                                                                                                  | Döntő             | Helyezés |
| Versenyző                                                | Versenyszám       | Ellenfél Eredmény          | Ellenfél Eredmény               | Ellenfél Eredmény               | Ellenfél Eredmény                                                                    | Ellenfél Eredmény                                                                                              | Ellenfél Eredmény                                                                                                | Ellenfél Eredmény | Helyezés |
| -------------------------------------------------------- | ----------------- | -------------------------- | ------------------------------- | ------------------------------- | ------------------------------------------------------------------------------------ | --- | --- | ----------------- | -------- |
| Ikehata Kanae                                            | Tőr, egyéni       | erőnyerő                   | Sylwia Gruchała (POL) · 9–8     | Ysaora Thibus (FRA) · 15–11     | Nam Hjonhi (KOR) · 6–15                                                              | kiesett | kiesett | kiesett           | 8.       |
| Szugavara Csieko                                         | Tőr, egyéni       | erőnyerő                   | Cson Hiszuk (KOR) · 15–13       | Corinne Maîtrejean (FRA) · 15–9 | Elisa Di Francisca (ITA) · 9–15                                                      | kiesett | kiesett | kiesett           | 7.       |
| Nisioka Siho                                             | Tőr, egyéni       | Lin Po Heung (HKG) · 13–10 | Valentina Vezzali (ITA) · 8–14  | kiesett                         | kiesett                                                                              | kiesett | kiesett | kiesett           | 30.      |
| Szató Nozomi                                             | Párbajtőr, egyéni | erőnyerő                   | Rossella Fiamingo (ITA) · 11–15 | kiesett                         | kiesett                                                                              | kiesett | kiesett | kiesett           | 26.      |
| Nakajama Szeira                                          | Kard, egyéni      |                            | Léonore Perrus (FRA) · 15–12    | Mariel Zagunis (USA) · 9–15     | kiesett                                                                              | kiesett | kiesett | kiesett           | 16.      |
| Szugavara Csieko Ikehata Kanae Nisioka Siho Hirata Kjomi | Tőr, csapat       |                            |                                 |                                 | Oroszország (RUS) · Aida Sanajeva · Inna Gyeriglazova · Kamilla Gafurzjanova · 17–45 | Az 5–8. helyért · Egyesült Államok (USA) · Lee Kiefer · Nicole Ross · Doris Willette · Nzingha Prescod · 22–44 | A 7. helyért · Nagy-Britannia (GBR) · Anna Bentley · Martina Emanuel · Natalia Sheppard · Sophie Troiano · 30–21 |                   | 7.       |